# Interlands Costa Ricaans voetbalelftal 2010-2019
Deze pagina toont een chronologisch en gedetailleerd overzicht van de interlands die het Costa Ricaans voetbalelftal speelde in de periode 2010 – 2019.

## Interlands

### 2010
|                                                                 |                                                      |       |                                          | |
| 26 januari Vriendschappelijk № 545 «onderlinge duels» 20:00 uur | Argentinië                                           | 3 – 2 | Costa Rica                               | Estadio Ingeniero Hilario Sánchez, San Juan Toeschouwers: 34.000 Scheidsrechter: Carlos Amarilla (PAR) |
| 26 januari Vriendschappelijk № 545 «onderlinge duels» 20:00 uur | José Sosa 10' Guillermo Burdisso 17' Franco Jara 78' |       | 20' Michael Barrantes 76' Diego Madrigal | Estadio Ingeniero Hilario Sánchez, San Juan Toeschouwers: 34.000 Scheidsrechter: Carlos Amarilla (PAR) |

|                                                             |                                                   |       |                      |                                                                                            |
| 26 mei Vriendschappelijk № 546 «onderlinge duels» 21:00 uur | Frankrijk                                         | 2 – 1 | Costa Rica           | Stade Félix Bollaert, Lens Toeschouwers: 40.000 Scheidsrechter: Vladislav Bezborodov (RUS) |
| 26 mei Vriendschappelijk № 546 «onderlinge duels» 21:00 uur | Douglas Sequeira 22' (e.d.) Matthieu Valbuena 83' |       | 11' Carlos Hernández | Stade Félix Bollaert, Lens Toeschouwers: 40.000 Scheidsrechter: Vladislav Bezborodov (RUS) |

|                                                             |             |                   |            |                                                                                       |
| 1 juni Vriendschappelijk № 547 «onderlinge duels» 19:15 uur | Zwitserland | 0 – 1             | Costa Rica | Stade de Tourbillon, Sion Toeschouwers: 11.300 Scheidsrechter: Anthony Buttimer (IRL) |
| 1 juni Vriendschappelijk № 547 «onderlinge duels» 19:15 uur |             | 57' Winston Parks |            | Stade de Tourbillon, Sion Toeschouwers: 11.300 Scheidsrechter: Anthony Buttimer (IRL) |

|                                                             |                                                                           |       |            |                                                                                        |
| 5 juni Vriendschappelijk № 548 «onderlinge duels» 14:00 uur | Slowakije                                                                 | 3 – 0 | Costa Rica | Štadión Pasienky, Bratislava Toeschouwers: 12.000 Scheidsrechter: Stefan Messner (AUT) |
| 5 juni Vriendschappelijk № 548 «onderlinge duels» 14:00 uur | Douglas Sequeira 16' (e.d.) Róbert Vittek 47' Stanislav Šesták 86' (pen.) |       |            | Štadión Pasienky, Bratislava Toeschouwers: 12.000 Scheidsrechter: Stefan Messner (AUT) |

|                                                                  |                                      |       |            | |
| 11 augustus Vriendschappelijk № 549 «onderlinge duels» 20:30 uur | Paraguay                             | 2 – 0 | Costa Rica | Estadio Defensores del Chaco, Asunción Toeschouwers: 22.000 Scheidsrechter: Federico Beligoy (ARG) |
| 11 augustus Vriendschappelijk № 549 «onderlinge duels» 20:30 uur | Enrique Vera 8' Cristian Riveros 73' |       |            | Estadio Defensores del Chaco, Asunción Toeschouwers: 22.000 Scheidsrechter: Federico Beligoy (ARG) |

|                                                                  |                                 |       |                                         |                                                                                                  |
| 3 september Vriendschappelijk № 550 «onderlinge duels» 21:00 uur | Panama                          | 2 – 2 | Costa Rica                              | Estadio Rommel Fernández, Panama-Stad Toeschouwers: 25.463 Scheidsrechter: Paul Delgadillo (MEX) |
| 3 september Vriendschappelijk № 550 «onderlinge duels» 21:00 uur | Luis Tejada 28' Luis Tejada 39' |       | 9' Michael Barrantes 52' Álvaro Saborío | Estadio Rommel Fernández, Panama-Stad Toeschouwers: 25.463 Scheidsrechter: Paul Delgadillo (MEX) |

|                                                                  |                  |       |            |                                                                                    |
| 5 september Vriendschappelijk № 551 «onderlinge duels» 20:00 uur | Jamaica          | 1 – 0 | Costa Rica | Independence Park, Kingston Toeschouwers: 12.000 Scheidsrechter: Neal Brizan (TRI) |
| 5 september Vriendschappelijk № 551 «onderlinge duels» 20:00 uur | Ryan Johnson 66' |       |            | Independence Park, Kingston Toeschouwers: 12.000 Scheidsrechter: Neal Brizan (TRI) |

|                                                                |                                   |       |            |                                                                                          |
| 8 oktober Vriendschappelijk № 552 «onderlinge duels» 18:00 uur | Peru                              | 2 – 0 | Costa Rica | Estadio Alejandro Villanueva, Lima Toeschouwers: 29.000 Scheidsrechter: Omar Ponce (ECU) |
| 8 oktober Vriendschappelijk № 552 «onderlinge duels» 18:00 uur | Luis Ramírez 4' Hernán Rengifo 6' |       |            | Estadio Alejandro Villanueva, Lima Toeschouwers: 29.000 Scheidsrechter: Omar Ponce (ECU) |

|                                                                 |                                     |       |                   |                                                                                                  |
| 12 oktober Vriendschappelijk № 553 «onderlinge duels» 19:00 uur | Costa Rica                          | 2 – 1 | El Salvador       | Estadio Carlos Ugalde Álvarez, Quesada Toeschouwers: 6.000 Scheidsrechter: Luis de la Rosa (PAN) |
| 12 oktober Vriendschappelijk № 553 «onderlinge duels» 19:00 uur | José Sánchez 12' Josué Martínez 86' |       | 53' Rafael Burgos | Estadio Carlos Ugalde Álvarez, Quesada Toeschouwers: 6.000 Scheidsrechter: Luis de la Rosa (PAN) |

|                                                                  |         |       |            |                                                                                          |
| 16 november Vriendschappelijk № 554 «onderlinge duels» 20:00 uur | Jamaica | 0 – 0 | Costa Rica | Lockhart Stadium, Fort Lauderdale Toeschouwers: 16.000 Scheidsrechter: Chris Renso (USA) |
| 16 november Vriendschappelijk № 554 «onderlinge duels» 20:00 uur |         |       |            | Lockhart Stadium, Fort Lauderdale Toeschouwers: 16.000 Scheidsrechter: Chris Renso (USA) |

### 2011
|                                                                             |                  |       |                   |                                                                                                |
| 14 januari Kwalificatie Gold Cup Groep B № 555 «onderlinge duels» 18:00 uur | Costa Rica       | 1 – 1 | Honduras          | Estadio Rommel Fernández, Panama-Stad Toeschouwers: 6.000 Scheidsrechter: Roberto García (MEX) |
| 14 januari Kwalificatie Gold Cup Groep B № 555 «onderlinge duels» 18:00 uur | Victor Núñez 42' |       | 90+2' Ramón Núñez | Estadio Rommel Fernández, Panama-Stad Toeschouwers: 6.000 Scheidsrechter: Roberto García (MEX) |

|                                                                             |           |                                 |            |                                                                                                |
| 16 januari Kwalificatie Gold Cup Groep B № 556 «onderlinge duels» 18:00 uur | Guatemala | 0 – 2                           | Costa Rica | Estadio Rommel Fernández, Panama-Stad Toeschouwers: 1.500 Scheidsrechter: Roberto Moreno (PAN) |
| 16 januari Kwalificatie Gold Cup Groep B № 556 «onderlinge duels» 18:00 uur |           | 48' Marco Ureña 81' Marco Ureña |            | Estadio Rommel Fernández, Panama-Stad Toeschouwers: 1.500 Scheidsrechter: Roberto Moreno (PAN) |

|                                                                                  |                                                      |       |                                                                  |                                                                                               |
| 21 januari Kwalificatie Gold Cup Halve finale № 557 «onderlinge duels» 21:00 uur | Panama                                               | 1 – 1 | Costa Rica                                                       | Estadio Rommel Fernández, Panama-Stad Toeschouwers: 10.000 Scheidsrechter: Joel Aguilar (ESA) |
| 21 januari Kwalificatie Gold Cup Halve finale № 557 «onderlinge duels» 21:00 uur | Blas Pérez 76'                                       |       | 67' Celso Borges                                                 | Estadio Rommel Fernández, Panama-Stad Toeschouwers: 10.000 Scheidsrechter: Joel Aguilar (ESA) |
| 21 januari Kwalificatie Gold Cup Halve finale № 557 «onderlinge duels» 21:00 uur | Strafschoppen                                        |       |                                                                  | Estadio Rommel Fernández, Panama-Stad Toeschouwers: 10.000 Scheidsrechter: Joel Aguilar (ESA) |
| 21 januari Kwalificatie Gold Cup Halve finale № 557 «onderlinge duels» 21:00 uur | Blas Pérez Gabriel Torres Gabriel Gómez Felipe Baloy | 2 – 4 | Celso Borges Victor Núñez Marco Ureña Dennis Marshall Roy Miller | Estadio Rommel Fernández, Panama-Stad Toeschouwers: 10.000 Scheidsrechter: Joel Aguilar (ESA) |

|                                                                            |                                      |       |                 |                                                                                              |
| 23 januari Kwalificatie Gold Cup Finale № 558 «onderlinge duels» 18:00 uur | Honduras                             | 2 – 1 | Costa Rica      | Estadio Rommel Fernández, Panama-Stad Toeschouwers: 2.000 Scheidsrechter: Walter López (GUA) |
| 23 januari Kwalificatie Gold Cup Finale № 558 «onderlinge duels» 18:00 uur | Walter Martínez 8' Emil Martínez 53' |       | 73' Marco Ureña | Estadio Rommel Fernández, Panama-Stad Toeschouwers: 2.000 Scheidsrechter: Walter López (GUA) |

|                                                                 |                                 |       |                                    | |
| 9 februari Vriendschappelijk № 559 «onderlinge duels» 19:30 uur | Venezuela                       | 2 – 2 | Costa Rica                         | Estadio José Antonio Anzoátegui, Puerto La Cruz Toeschouwers: onbekend Scheidsrechter: Henry Gambetta (PER) |
| 9 februari Vriendschappelijk № 559 «onderlinge duels» 19:30 uur | José Rondón 24' José Rondón 80' |       | 7' Cristian Oviedo 60' Marco Ureña | Estadio José Antonio Anzoátegui, Puerto La Cruz Toeschouwers: onbekend Scheidsrechter: Henry Gambetta (PER) |

|                                                               |                                       |       |                         |                                                                                      |
| 26 maart Vriendschappelijk № 560 «onderlinge duels» 20:00 uur | Costa Rica                            | 2 – 2 | China                   | Estadio Nacional, San José Toeschouwers: 34.200 Scheidsrechter: Roberto Moreno (PAN) |
| 26 maart Vriendschappelijk № 560 «onderlinge duels» 20:00 uur | Álvaro Saborío 32' Randall Brenes 45' |       | 46' Lin Gao 90' Lin Gao | Estadio Nacional, San José Toeschouwers: 34.200 Scheidsrechter: Roberto Moreno (PAN) |

|                                                               |            |       |            |                                                                                       |
| 29 maart Vriendschappelijk № 561 «onderlinge duels» 21:00 uur | Costa Rica | 0 – 0 | Argentinië | Estadio Nacional, San José Toeschouwers: 35.000 Scheidsrechter: Marco Rodríguez (MEX) |
| 29 maart Vriendschappelijk № 561 «onderlinge duels» 21:00 uur |            |       |            | Estadio Nacional, San José Toeschouwers: 35.000 Scheidsrechter: Marco Rodríguez (MEX) |

|                                                             |                    |       |         |                                                                                        |
| 29 mei Vriendschappelijk № 562 «onderlinge duels» 18:00 uur | Costa Rica         | 1 – 0 | Nigeria | Estadio Nacional, San José Toeschouwers: 21.000 Scheidsrechter: Mauricio Morales (MEX) |
| 29 mei Vriendschappelijk № 562 «onderlinge duels» 18:00 uur | Diego Madrigal 87' |       |         | Estadio Nacional, San José Toeschouwers: 21.000 Scheidsrechter: Mauricio Morales (MEX) |

| CONCACAF Gold Cup |
| ----------------- |

|                                                                     |                                                                                     |       |      |                                                                                   |
| 5 juni CONCACAF Gold Cup Groep A № 563 «onderlinge duels» 18:00 uur | Costa Rica                                                                          | 5 – 0 | Cuba | Cowboys Stadium, Dallas Toeschouwers: 80.108 Scheidsrechter: Roberto Moreno (PAN) |
| 5 juni CONCACAF Gold Cup Groep A № 563 «onderlinge duels» 18:00 uur | Marco Ureña 7' Álvaro Saborío 41' Marco Ureña 46' Heiner Mora 47' Joel Campbell 71' |       |      | Cowboys Stadium, Dallas Toeschouwers: 80.108 Scheidsrechter: Roberto Moreno (PAN) |

|                                                                     |                      |       |                    |                                                                                            |
| 9 juni CONCACAF Gold Cup Groep A № 564 «onderlinge duels» 19:00 uur | Costa Rica           | 1 – 1 | El Salvador        | Bank of America Stadium, Charlotte Toeschouwers: 30.530 Scheidsrechter: Jair Marrufo (USA) |
| 9 juni CONCACAF Gold Cup Groep A № 564 «onderlinge duels» 19:00 uur | Randall Brenes 90+5' |       | 45' Rodolfo Zelaya | Bank of America Stadium, Charlotte Toeschouwers: 30.530 Scheidsrechter: Jair Marrufo (USA) |

|                                                                      |                                                                              |       |                 |                                                                                  |
| 12 juni CONCACAF Gold Cup Groep A № 565 «onderlinge duels» 20:00 uur | Mexico                                                                       | 4 – 1 | Costa Rica      | Soldier Field, Chicago Toeschouwers: 62.000 Scheidsrechter: Roberto Moreno (PAN) |
| 12 juni CONCACAF Gold Cup Groep A № 565 «onderlinge duels» 20:00 uur | Rafael Márquez 17' Andrés Guardado 19' Andrés Guardado 26' Pablo Barrera 38' |       | 69' Marco Ureña | Soldier Field, Chicago Toeschouwers: 62.000 Scheidsrechter: Roberto Moreno (PAN) |

|                                                                           |                                                      |       |                                                              | |
| 18 juni CONCACAF Gold Cup Kwartfinales № 566 «onderlinge duels» 17:00 uur | Costa Rica                                           | 1 – 1 | Honduras                                                     | New Meadowlands Stadium, East Rutherford Toeschouwers: 78.807 Scheidsrechter: Roberto Moreno (PAN) |
| 18 juni CONCACAF Gold Cup Kwartfinales № 566 «onderlinge duels» 17:00 uur | Dennis Marshall 56'                                  |       | 49' Jerry Bengtson                                           | New Meadowlands Stadium, East Rutherford Toeschouwers: 78.807 Scheidsrechter: Roberto Moreno (PAN) |
| 18 juni CONCACAF Gold Cup Kwartfinales № 566 «onderlinge duels» 17:00 uur | Strafschoppen                                        |       |                                                              | New Meadowlands Stadium, East Rutherford Toeschouwers: 78.807 Scheidsrechter: Roberto Moreno (PAN) |
| 18 juni CONCACAF Gold Cup Kwartfinales № 566 «onderlinge duels» 17:00 uur | Celso Borges Bryan Ruiz Álvaro Saborío Joel Campbell | 2 – 4 | Carlo Costly Víctor Bernárdez Wilson Palacios Jerry Bengtson | New Meadowlands Stadium, East Rutherford Toeschouwers: 78.807 Scheidsrechter: Roberto Moreno (PAN) |

| Copa América |
| ------------ |

|                                                                |                  |       |            | |
| 2 juli Copa América Groep A № 567 «onderlinge duels» 15:30 uur | Colombia         | 1 – 0 | Costa Rica | Estadio 23 de Agosto, San Salvador de Jujuy Toeschouwers: 23.500 Scheidsrechter: Enrique Osses (CHI) |
| 2 juli Copa América Groep A № 567 «onderlinge duels» 15:30 uur | Adrián Ramos 45' |       |            | Estadio 23 de Agosto, San Salvador de Jujuy Toeschouwers: 23.500 Scheidsrechter: Enrique Osses (CHI) |

|                                                                |         |                                      |            | |
| 7 juli Copa América Groep A № 568 «onderlinge duels» 20:15 uur | Bolivia | 0 – 2                                | Costa Rica | Estadio 23 de Agosto, San Salvador de Jujuy Toeschouwers: 23.000 Scheidsrechter: Carlos Vera (ECU) |
| 7 juli Copa América Groep A № 568 «onderlinge duels» 20:15 uur |         | 60' Josué Martínez 78' Joel Campbell |            | Estadio 23 de Agosto, San Salvador de Jujuy Toeschouwers: 23.000 Scheidsrechter: Carlos Vera (ECU) |

|                                                                 |                                                  |       |            |                                                                                                |
| 11 juli Copa América Groep A № 569 «onderlinge duels» 20:45 uur | Argentinië                                       | 3 – 0 | Costa Rica | Estadio Mario Alberto Kempes, Córdoba Toeschouwers: 57.000 Scheidsrechter: Víctor Rivera (PER) |
| 11 juli Copa América Groep A № 569 «onderlinge duels» 20:45 uur | Kun Agüero 45' Kun Agüero 53' Ángel Di María 64' |       |            | Estadio Mario Alberto Kempes, Córdoba Toeschouwers: 57.000 Scheidsrechter: Víctor Rivera (PER) |

|  |  |  |  |  |  |  |  |  |

|                                                        |            |                                        |         |                                                                                              |
| 10 augustus Vriendschappelijk № 570 «onderlinge duels» | Costa Rica | 0 – 2                                  | Ecuador | Estadio Ricardo Saprissa, San José Toeschouwers: onbekend Scheidsrechter: Joel Aguilar (ESA) |
| 10 augustus Vriendschappelijk № 570 «onderlinge duels» |            | 53' Christian Suárez 66' Edison Méndez |         | Estadio Ricardo Saprissa, San José Toeschouwers: onbekend Scheidsrechter: Joel Aguilar (ESA) |

|                                                                  |                  |                    |            |                                                                                      |
| 2 september Vriendschappelijk № 571 «onderlinge duels» 20:00 uur | Verenigde Staten | 0 – 1              | Costa Rica | The Home Depot Center, Carson Toeschouwers: 15.798 Scheidsrechter: José Molina (HON) |
| 2 september Vriendschappelijk № 571 «onderlinge duels» 20:00 uur |                  | 65' Rodney Wallace |            | The Home Depot Center, Carson Toeschouwers: 15.798 Scheidsrechter: José Molina (HON) |

|                                                        |                                                                                |       |            |                                                                                           |
| 6 september Vriendschappelijk № 572 «onderlinge duels» | Ecuador                                                                        | 4 – 0 | Costa Rica | Estadio Olímpico Atahualpa, Quito Toeschouwers: 2.000 Scheidsrechter: Wilmar Roldán (COL) |
| 6 september Vriendschappelijk № 572 «onderlinge duels» | Christian Suárez 21' Jaime Ayoví 29' Segundo Castillo 59' Cristian Benítez 75' |       |            | Estadio Olímpico Atahualpa, Quito Toeschouwers: 2.000 Scheidsrechter: Wilmar Roldán (COL) |

|                                                                |            |            |          |                                                                                    |
| 7 oktober Vriendschappelijk № 573 «onderlinge duels» 21:00 uur | Costa Rica | 0 – 1      | Brazilië | Estadio Nacional, San José Toeschouwers: 34.000 Scheidsrechter: Walter López (GUA) |
| 7 oktober Vriendschappelijk № 573 «onderlinge duels» 21:00 uur |            | 21' Neymar |          | Estadio Nacional, San José Toeschouwers: 34.000 Scheidsrechter: Walter López (GUA) |

|                                                                  |                                         |       |            |                                                                                  |
| 11 november Vriendschappelijk № 574 «onderlinge duels» 20:00 uur | Panama                                  | 2 – 0 | Costa Rica | Estadio Rommel Fernández, Panama-Stad Toeschouwers: 10.000 Scheidsrechter: (MEX) |
| 11 november Vriendschappelijk № 574 «onderlinge duels» 20:00 uur | Gabriel Gómez 26' (pen.) Blas Pérez 28' |       |            | Estadio Rommel Fernández, Panama-Stad Toeschouwers: 10.000 Scheidsrechter: (MEX) |

|                                                                  |                                      |       |                                 |                                                                                        |
| 15 november Vriendschappelijk № 575 «onderlinge duels» 21:05 uur | Costa Rica                           | 2 – 2 | Spanje                          | Estadio Nacional, San José Toeschouwers: 31.000 Scheidsrechter: Mauricio Navarro (CAN) |
| 15 november Vriendschappelijk № 575 «onderlinge duels» 21:05 uur | Randall Brenes 31' Joel Campbell 42' |       | 82' David Silva 90' David Villa | Estadio Nacional, San José Toeschouwers: 31.000 Scheidsrechter: Mauricio Navarro (CAN) |

|                                                                  |                            |       |                      |                                                                                      |
| 11 december Vriendschappelijk № 576 «onderlinge duels» 19:00 uur | Cuba                       | 1 – 1 | Costa Rica           | Estadio Pedro Marrero, Havana Toeschouwers: 2.500 Scheidsrechter: Walter López (GUA) |
| 11 december Vriendschappelijk № 576 «onderlinge duels» 19:00 uur | Heviel Cordovez 57' (pen.) |       | 90' Kenny Cunningham | Estadio Pedro Marrero, Havana Toeschouwers: 2.500 Scheidsrechter: Walter López (GUA) |

|                                                                  |           |                                    |            | |
| 22 december Vriendschappelijk № 577 «onderlinge duels» 18:30 uur | Venezuela | 0 – 2                              | Costa Rica | Estadio Metropolitano de Lara, Barquisimeto Toeschouwers: 35.000 Scheidsrechter: Rudolf Angela (ARU) |
| 22 december Vriendschappelijk № 577 «onderlinge duels» 18:30 uur |           | 41' Rodney Wallace 53' José Cubero |            | Estadio Metropolitano de Lara, Barquisimeto Toeschouwers: 35.000 Scheidsrechter: Rudolf Angela (ARU) |

### 2012
|                                                                  |       |                  |            |                                                                                    |
| 29 februari Vriendschappelijk № 578 «onderlinge duels» 19:45 uur | Wales | 0 – 1            | Costa Rica | Millennium Stadium, Cardiff Toeschouwers: 23.193 Scheidsrechter: Howard Webb (ENG) |
| 29 februari Vriendschappelijk № 578 «onderlinge duels» 19:45 uur |       | 6' Joel Campbell |            | Millennium Stadium, Cardiff Toeschouwers: 23.193 Scheidsrechter: Howard Webb (ENG) |

|                                                               |         |       |            |                                                                                     |
| 21 maart Vriendschappelijk № 579 «onderlinge duels» 20:00 uur | Jamaica | 0 – 0 | Costa Rica | Independence Park, Kingston Toeschouwers: 15.000 Scheidsrechter: David Gantar (CAN) |
| 21 maart Vriendschappelijk № 579 «onderlinge duels» 20:00 uur |         |       |            | Independence Park, Kingston Toeschouwers: 15.000 Scheidsrechter: David Gantar (CAN) |

|                                                               |                  |       |                 |                                                   |
| 11 april Vriendschappelijk № 580 «onderlinge duels» 20:00 uur | Costa Rica       | 1 – 1 | Honduras        | Estadio Nacional, San José Toeschouwers: onbekend |
| 11 april Vriendschappelijk № 580 «onderlinge duels» 20:00 uur | Olman Vargas 49' |       | 23' David Suazo | Estadio Nacional, San José Toeschouwers: onbekend |

|                                                             |                                                                     |       |                                |                                                                                        |
| 25 mei Vriendschappelijk № 581 «onderlinge duels» 21:00 uur | Costa Rica                                                          | 3 – 2 | Guatemala                      | Estadio Nacional, San José Toeschouwers: 15.000 Scheidsrechter: Alfredo Peñaloza (MEX) |
| 25 mei Vriendschappelijk № 581 «onderlinge duels» 21:00 uur | Jonathan López 24' (e.d.) Álvaro Sanchez 36' Geancarlo González 77' |       | 4' Carlos Ruiz 52' Carlos Ruiz | Estadio Nacional, San José Toeschouwers: 15.000 Scheidsrechter: Alfredo Peñaloza (MEX) |

|                                                             |                 |       |            | |
| 1 juni Vriendschappelijk № 582 «onderlinge duels» 20:00 uur | Guatemala       | 1 – 0 | Costa Rica | Estadio Nacional Mateo Flores, Guatemala-Stad Toeschouwers: onbekend Scheidsrechter: Armando Castro (HON) |
| 1 juni Vriendschappelijk № 582 «onderlinge duels» 20:00 uur | Carlos Ruiz 26' |       |            | Estadio Nacional Mateo Flores, Guatemala-Stad Toeschouwers: onbekend Scheidsrechter: Armando Castro (HON) |

|                                                                   |                                      |       |                                       |                                                                                    |
| 8 juni WK-kwalificatie Groep 2 № 583 «onderlinge duels» 20:00 uur | Costa Rica                           | 2 – 2 | El Salvador                           | Estadio Nacional, San José Toeschouwers: 23.701 Scheidsrechter: Walter López (GUA) |
| 8 juni WK-kwalificatie Groep 2 № 583 «onderlinge duels» 20:00 uur | Álvaro Saborio 10' Joel Campbell 15' |       | 23' Isidro Gutiérrez 54' Osael Romero | Estadio Nacional, San José Toeschouwers: 23.701 Scheidsrechter: Walter López (GUA) |

|                                                                    |        |                                                                            |            |                                                                                       |
| 11 juni WK-kwalificatie Groep 2 № 584 «onderlinge duels» 20:00 uur | Guyana | 0 – 4                                                                      | Costa Rica | Providence Stadium, Georgetown Toeschouwers: 11.000 Scheidsrechter: Marcos Brea (CUB) |
| 11 juni WK-kwalificatie Groep 2 № 584 «onderlinge duels» 20:00 uur |        | 20' Álvaro Saborio 26' Álvaro Saborio 52' Álvaro Saborio 77' Joel Campbell |            | Providence Stadium, Georgetown Toeschouwers: 11.000 Scheidsrechter: Marcos Brea (CUB) |

|                                                                  |            |                   |      |                                                                                      |
| 15 augustus Vriendschappelijk № 585 «onderlinge duels» 19:00 uur | Costa Rica | 0 – 1             | Peru | Estadio Nacional, San José Toeschouwers: 10.000 Scheidsrechter: Armando Castro (HON) |
| 15 augustus Vriendschappelijk № 585 «onderlinge duels» 19:00 uur |            | 8' André Carrillo |      | Estadio Nacional, San José Toeschouwers: 10.000 Scheidsrechter: Armando Castro (HON) |

|                                                                        |            |                                     |        |                                                                                      |
| 7 september WK-kwalificatie Groep 2 № 586 «onderlinge duels» 21:00 uur | Costa Rica | 0 – 2                               | Mexico | Estadio Nacional, San José Toeschouwers: 32.500 Scheidsrechter: Roberto Moreno (PAN) |
| 7 september WK-kwalificatie Groep 2 № 586 «onderlinge duels» 21:00 uur |            | 43' Carlos Salcido 52' Jesús Zavala |        | Estadio Nacional, San José Toeschouwers: 32.500 Scheidsrechter: Roberto Moreno (PAN) |

|                                                                         |                      |       |            |                                                                                          |
| 11 september WK-kwalificatie Groep 2 № 587 «onderlinge duels» 20:00 uur | Mexico               | 1 – 0 | Costa Rica | Aztekenstadion, Mexico-Stad Toeschouwers: 44.007 Scheidsrechter: Courtney Campbell (JAM) |
| 11 september WK-kwalificatie Groep 2 № 587 «onderlinge duels» 20:00 uur | Javier Hernández 61' |       |            | Aztekenstadion, Mexico-Stad Toeschouwers: 44.007 Scheidsrechter: Courtney Campbell (JAM) |

|                                                                       |             |                 |            |                                                                                        |
| 12 oktober WK-kwalificatie Groep 2 № 588 «onderlinge duels» 20:30 uur | El Salvador | 0 – 1           | Costa Rica | Estadio Cuscatlan, San Salvador Toeschouwers: 35.082 Scheidsrechter: Mark Geiger (USA) |
| 12 oktober WK-kwalificatie Groep 2 № 588 «onderlinge duels» 20:30 uur |             | 31' José Cubero |            | Estadio Cuscatlan, San Salvador Toeschouwers: 35.082 Scheidsrechter: Mark Geiger (USA) |

|                                                                       | |       |        |                                                                                        |
| 16 oktober WK-kwalificatie Groep 2 № 589 «onderlinge duels» 20:00 uur | Costa Rica | 7 – 0 | Guyana | Estadio Nacional, San José Toeschouwers: 27.500 Scheidsrechter: Héctor Rodríguez (HON) |
| 16 oktober WK-kwalificatie Groep 2 № 589 «onderlinge duels» 20:00 uur | Randall Brenes 10' Cristian Gamboa 14' Randall Brenes 48' Álvaro Saborio 52' (pen.) Christian Bolaños 60' Celso Borges 71' Álvaro Saborio 77' |       |        | Estadio Nacional, San José Toeschouwers: 27.500 Scheidsrechter: Héctor Rodríguez (HON) |

|                                                                  |                    |       |                   |                                                                                 |
| 14 november Vriendschappelijk № 590 «onderlinge duels» 20:00 uur | Bolivia            | 1 – 1 | Costa Rica        | Estadio Ramón Aguilera Costas, Santa Cruz Scheidsrechter: Marcelo de Lima (BRA) |
| 14 november Vriendschappelijk № 590 «onderlinge duels» 20:00 uur | Carlos Saucedo 90' |       | 73' Joel Campbell | Estadio Ramón Aguilera Costas, Santa Cruz Scheidsrechter: Marcelo de Lima (BRA) |

### 2013
| Copa Centroamericana |
| -------------------- |

|                                                                            |                   |       |        |                                                                                       |
| 18 januari Copa Centroamericana Groep A № 591 «onderlinge duels» 20:00 uur | Costa Rica        | 1 – 0 | Belize | Estadio Nacional, San José Toeschouwers: 5.484 Scheidsrechter: Héctor Rodríguez (HON) |
| 18 januari Copa Centroamericana Groep A № 591 «onderlinge duels» 20:00 uur | Jairo Arrieta 53' |       |        | Estadio Nacional, San José Toeschouwers: 5.484 Scheidsrechter: Héctor Rodríguez (HON) |

|                                                                            |                                    |       |           |                                                                                     |
| 20 januari Copa Centroamericana Groep A № 592 «onderlinge duels» 18:00 uur | Costa Rica                         | 2 – 0 | Nicaragua | Estadio Nacional, San José Toeschouwers: 5.980 Scheidsrechter: Roberto Moreno (PAN) |
| 20 januari Copa Centroamericana Groep A № 592 «onderlinge duels» 18:00 uur | Cristian Lagos 7' Celso Borges 86' |       |           | Estadio Nacional, San José Toeschouwers: 5.980 Scheidsrechter: Roberto Moreno (PAN) |

|                                                                            |                   |       |                           |                                                                                       |
| 22 januari Copa Centroamericana Groep A № 593 «onderlinge duels» 20:00 uur | Costa Rica        | 1 – 1 | Guatemala                 | Estadio Nacional, San José Toeschouwers: 6.760 Scheidsrechter: Héctor Rodríguez (HON) |
| 22 januari Copa Centroamericana Groep A № 593 «onderlinge duels» 20:00 uur | Jairo Arrieta 11' |       | 90' José Manuel Contreras | Estadio Nacional, San José Toeschouwers: 6.760 Scheidsrechter: Héctor Rodríguez (HON) |

|                                                                                 |                    |       |             |                                                                                     |
| 25 januari Copa Centroamericana Halve finale № 594 «onderlinge duels» 20:00 uur | Costa Rica         | 1 – 0 | El Salvador | Estadio Nacional, San José Toeschouwers: 4.993 Scheidsrechter: Roberto García (MEX) |
| 25 januari Copa Centroamericana Halve finale № 594 «onderlinge duels» 20:00 uur | Rodney Wallace 72' |       |             | Estadio Nacional, San José Toeschouwers: 4.993 Scheidsrechter: Roberto García (MEX) |

|                                                                           |          |              |            |                                                                                    |
| 27 januari Copa Centroamericana Finale № 595 «onderlinge duels» 17:00 uur | Honduras | 0 – 1        | Costa Rica | Estadio Nacional, San José Toeschouwers: 14.146 Scheidsrechter: Joel Aguilar (ESA) |
| 27 januari Copa Centroamericana Finale № 595 «onderlinge duels» 17:00 uur |          | 38' González |            | Estadio Nacional, San José Toeschouwers: 14.146 Scheidsrechter: Joel Aguilar (ESA) |

|  |  |  |  |  |  |  |  |  |

|                                                               |                                     |       |                                   |                                                                                                   |
| 7 februari WK-kwalificatie № 596 «onderlinge duels» 20:00 uur | Panama                              | 2 – 2 | Costa Rica                        | Estadio Rommel Fernández, Panama-Stad Toeschouwers: 25.000 Scheidsrechter: Francisco Chacón (MEX) |
| 7 februari WK-kwalificatie № 596 «onderlinge duels» 20:00 uur | Luis Henríquez 15' Román Torres 26' |       | 39' Álvaro Saborio 84' Bryan Ruiz | Estadio Rommel Fernández, Panama-Stad Toeschouwers: 25.000 Scheidsrechter: Francisco Chacón (MEX) |

|                                                             |                   |       |            |                                                                                                   |
| 23 maart WK-kwalificatie № 597 «onderlinge duels» 20:00 uur | Verenigde Staten  | 1 – 0 | Costa Rica | Dick's Sporting Goods Park, Commerce City Toeschouwers: 19.374 Scheidsrechter: Joel Aguilar (ESA) |
| 23 maart WK-kwalificatie № 597 «onderlinge duels» 20:00 uur | Clint Dempsey 16' |       |            | Dick's Sporting Goods Park, Commerce City Toeschouwers: 19.374 Scheidsrechter: Joel Aguilar (ESA) |

|                                                             |                                   |       |         |                                                                                         |
| 26 maart WK-kwalificatie № 598 «onderlinge duels» 20:00 uur | Costa Rica                        | 2 – 0 | Jamaica | Estadio Nacional, San José Toeschouwers: 32.427 Scheidsrechter: Enrico Wijngaarde (SUR) |
| 26 maart WK-kwalificatie № 598 «onderlinge duels» 20:00 uur | Michael Umaña 22' Diego Calvo 82' |       |         | Estadio Nacional, San José Toeschouwers: 32.427 Scheidsrechter: Enrico Wijngaarde (SUR) |

|                                                             |        |                          |            |                                                                                      |
| 28 mei Vriendschappelijk № 599 «onderlinge duels» 20:00 uur | Canada | 0 – 1                    | Costa Rica | Commonwealth Stadium, Edmonton Toeschouwers: 8.102 Scheidsrechter: Chris Penso (USA) |
| 28 mei Vriendschappelijk № 599 «onderlinge duels» 20:00 uur |        | 17' (pen.) Jairo Arrieta |            | Commonwealth Stadium, Edmonton Toeschouwers: 8.102 Scheidsrechter: Chris Penso (USA) |

|                                                           |                |       |          |                                                                                |
| 7 juni WK-kwalificatie № 600 «onderlinge duels» 20:00 uur | Costa Rica     | 1 – 0 | Honduras | Estadio Nacional, San José Toeschouwers: ?? Scheidsrechter: Walter López (GUA) |
| 7 juni WK-kwalificatie № 600 «onderlinge duels» 20:00 uur | Roy Miller 25' |       |          | Estadio Nacional, San José Toeschouwers: ?? Scheidsrechter: Walter López (GUA) |

|                                                            |        |       |            |                                                                                    |
| 11 juni WK-kwalificatie № 601 «onderlinge duels» 20:00 uur | Mexico | 0 – 0 | Costa Rica | Estadio Azteca, Mexico-Stad Toeschouwers: 65.753 Scheidsrechter: Mark Geiger (USA) |
| 11 juni WK-kwalificatie № 601 «onderlinge duels» 20:00 uur |        |       |            | Estadio Azteca, Mexico-Stad Toeschouwers: 65.753 Scheidsrechter: Mark Geiger (USA) |

|                                                            |                                 |       |        |                                                                                         |
| 18 juni WK-kwalificatie № 602 «onderlinge duels» 20:00 uur | Costa Rica                      | 2 – 0 | Panama | Estadio Nacional, San José Toeschouwers: 35.000 Scheidsrechter: Courtney Campbell (JAM) |
| 18 juni WK-kwalificatie № 602 «onderlinge duels» 20:00 uur | Bryan Ruiz 49' Celso Borges 52' |       |        | Estadio Nacional, San José Toeschouwers: 35.000 Scheidsrechter: Courtney Campbell (JAM) |

| CONCACAF Gold Cup |
| ----------------- |

|                                                                     |                                                               |       |      |                                                                                   |
| 9 juli CONCACAF Gold Cup Groep C № 603 «onderlinge duels» 20:30 uur | Costa Rica                                                    | 3 – 0 | Cuba | Jeld-Wen Field, Portland Toeschouwers: 18.724 Scheidsrechter: Elmer Bonilla (SLV) |
| 9 juli CONCACAF Gold Cup Groep C № 603 «onderlinge duels» 20:30 uur | Michael Barrantes 52' Jairo Arrieta 71' Michael Barrantes 77' |       |      | Jeld-Wen Field, Portland Toeschouwers: 18.724 Scheidsrechter: Elmer Bonilla (SLV) |

|                                                                      |                         |       |        |                                                                                       |
| 13 juli CONCACAF Gold Cup Groep C № 604 «onderlinge duels» 18:00 uur | Costa Rica              | 1 – 0 | Belize | Rio Tinto Stadium, Sandy Toeschouwers: 17.597 Scheidsrechter: Enrico Wijngaarde (SUR) |
| 13 juli CONCACAF Gold Cup Groep C № 604 «onderlinge duels» 18:00 uur | Dalton Eiley 49' (e.d.) |       |        | Rio Tinto Stadium, Sandy Toeschouwers: 17.597 Scheidsrechter: Enrico Wijngaarde (SUR) |

|                                                                      |                  |       |            |                                                                                              |
| 16 juli CONCACAF Gold Cup Groep C № 605 «onderlinge duels» 20:00 uur | Verenigde Staten | 1 – 0 | Costa Rica | Rentschler Field, East Hartford Toeschouwers: 25.432 Scheidsrechter: Courtney Campbell (JAM) |
| 16 juli CONCACAF Gold Cup Groep C № 605 «onderlinge duels» 20:00 uur | Brek Shea 82'    |       |            | Rentschler Field, East Hartford Toeschouwers: 25.432 Scheidsrechter: Courtney Campbell (JAM) |

|                                                                          |                |       |            |                                                                                          |
| 21 juli CONCACAF Gold Cup Kwartfinale № 606 «onderlinge duels» 19:00 uur | Honduras       | 1 – 0 | Costa Rica | M&T Bank Stadium, Baltimore Toeschouwers: 70.540 Scheidsrechter: Courtney Campbell (JAM) |
| 21 juli CONCACAF Gold Cup Kwartfinale № 606 «onderlinge duels» 19:00 uur | Andy Najar 49' |       |            | M&T Bank Stadium, Baltimore Toeschouwers: 70.540 Scheidsrechter: Courtney Campbell (JAM) |

|  |  |  |  |  |  |  |  |  |

|                                                                  |                        |                                                                           |            |                                                                                       |
| 14 augustus Vriendschappelijk № 607 «onderlinge duels» 20:00 uur | Dominicaanse Republiek | 0 – 4                                                                     | Costa Rica | Estadio Quisqueya, Santo Domingo Toeschouwers: ?? Scheidsrechter: Alain Georges (HAI) |
| 14 augustus Vriendschappelijk № 607 «onderlinge duels» 20:00 uur |                        | 48' Celso Borges 71' Celso Borges 77' Pablo Herrera 87' Mauricio Castillo |            | Estadio Quisqueya, Santo Domingo Toeschouwers: ?? Scheidsrechter: Alain Georges (HAI) |

|                                                                |                                                    |       |                          |                                                                                       |
| 6 september WK-kwalificatie № 608 «onderlinge duels» 20:00 uur | Costa Rica                                         | 3 – 1 | Verenigde Staten         | Estadio Nacional, San José Toeschouwers: 35.000 Scheidsrechter: Marco Rodríguez (MEX) |
| 6 september WK-kwalificatie № 608 «onderlinge duels» 20:00 uur | Johnny Acosta 2' Celso Borges 9' Joel Campbell 75' |       | 42' (pen.) Clint Dempsey | Estadio Nacional, San José Toeschouwers: 35.000 Scheidsrechter: Marco Rodríguez (MEX) |

|                                                                 |                       |       |                    |                                                                                              |
| 10 september WK-kwalificatie № 609 «onderlinge duels» 20:00 uur | Jamaica               | 1 – 1 | Costa Rica         | Arnos Vale Playing Ground , Kingstown Toeschouwers: 6.100 Scheidsrechter: Jair Marrufo (USA) |
| 10 september WK-kwalificatie № 609 «onderlinge duels» 20:00 uur | Jermaine Anderson 90' |       | 73' Randall Brenes | Arnos Vale Playing Ground , Kingstown Toeschouwers: 6.100 Scheidsrechter: Jair Marrufo (USA) |

|                                                               |                    |       |            |                                                                                          |
| 11 oktober WK-kwalificatie № 610 «onderlinge duels» 20:00 uur | Honduras           | 1 – 0 | Costa Rica | Estadio Olimpico, San Pedro Sula Toeschouwers: 38.500 Scheidsrechter: Jair Marrufo (USA) |
| 11 oktober WK-kwalificatie № 610 «onderlinge duels» 20:00 uur | Jerry Bengtson 64' |       |            | Estadio Olimpico, San Pedro Sula Toeschouwers: 38.500 Scheidsrechter: Jair Marrufo (USA) |

|                                                               |                                   |       |                   |                                                                                    |
| 15 oktober WK-kwalificatie № 611 «onderlinge duels» 20:00 uur | Costa Rica                        | 2 – 1 | Mexico            | Estadio Nacional, San José Toeschouwers: 34.200 Scheidsrechter: Walter López (GUA) |
| 15 oktober WK-kwalificatie № 611 «onderlinge duels» 20:00 uur | Bryan Ruiz 26' Álvaro Saborio 64' |       | 29' Oribe Peralta | Estadio Nacional, San José Toeschouwers: 34.200 Scheidsrechter: Walter López (GUA) |

|                                                                  |                |       |            |                                                                                       |
| 19 november Vriendschappelijk № 612 «onderlinge duels» 19:30 uur | Australië      | 1 – 0 | Costa Rica | Allianz Stadium, Sydney Toeschouwers: 20.165 Scheidsrechter: Hiroyoshi Takayama (JPN) |
| 19 november Vriendschappelijk № 612 «onderlinge duels» 19:30 uur | Tim Cahill 69' |       |            | Allianz Stadium, Sydney Toeschouwers: 20.165 Scheidsrechter: Hiroyoshi Takayama (JPN) |

### 2014
|                                                                 |                                                                             |       |            |                                                                                                |
| 22 januari Vriendschappelijk № 613 «onderlinge duels» 20:00 uur | Chili                                                                       | 4 – 0 | Costa Rica | Francisco Sánchez Rumoroso, Coquimbo Toeschouwers: 15.000 Scheidsrechter: Mauro Vigliano (ARG) |
| 22 januari Vriendschappelijk № 613 «onderlinge duels» 20:00 uur | Miiko Albornoz 13' Pablo Hernández 51' Pablo Hernández 54' Carlos Muñoz 79' |       |            | Francisco Sánchez Rumoroso, Coquimbo Toeschouwers: 15.000 Scheidsrechter: Mauro Vigliano (ARG) |

|                                                                 |            |                  |            |                                                                                            |
| 25 januari Vriendschappelijk № 614 «onderlinge duels» 20:00 uur | Costa Rica | 0 – 1            | Zuid-Korea | Memorial Coliseum, Los Angeles Toeschouwers: 15.000 Scheidsrechter: Baldomero Toledo (USA) |
| 25 januari Vriendschappelijk № 614 «onderlinge duels» 20:00 uur |            | 9' Kim Shin-Wook |            | Memorial Coliseum, Los Angeles Toeschouwers: 15.000 Scheidsrechter: Baldomero Toledo (USA) |

|                                                              |                                      |       |                   |                                                                                        |
| 5 maart Vriendschappelijk № 615 «onderlinge duels» 21:00 uur | Costa Rica                           | 2 – 1 | Paraguay          | Estadio Nacional, San José Toeschouwers: 10.000 Scheidsrechter: Alejandro Castro (ARG) |
| 5 maart Vriendschappelijk № 615 «onderlinge duels» 21:00 uur | Joel Campbell 45' Álvaro Saborio 73' |       | 87' Gustavo Gómez | Estadio Nacional, San José Toeschouwers: 10.000 Scheidsrechter: Alejandro Castro (ARG) |

|                                                             |                |       |                                                           |                                                                                 |
| 2 juni Vriendschappelijk № 616 «onderlinge duels» 20:00 uur | Costa Rica     | 1 – 3 | Japan                                                     | Raymond James Stadium, Tampa Toeschouwers: ?? Scheidsrechter: Chris Penso (USA) |
| 2 juni Vriendschappelijk № 616 «onderlinge duels» 20:00 uur | Bryan Ruiz 31' |       | 60' Yasuhito Endō 80' Shinji Kagawa 90' Yoichiro Kakitani | Raymond James Stadium, Tampa Toeschouwers: ?? Scheidsrechter: Chris Penso (USA) |

|                                                             |                         |       |                 |                                                                         |
| 6 juni Vriendschappelijk № 617 «onderlinge duels» 20:00 uur | Costa Rica              | 1 – 1 | Ierland         | PPL Park, Chester Toeschouwers: 7.000 Scheidsrechter: Raúl Castro (HON) |
| 6 juni Vriendschappelijk № 617 «onderlinge duels» 20:00 uur | Celso Borges 64' (pen.) |       | 18' Colin Doyle | PPL Park, Chester Toeschouwers: 7.000 Scheidsrechter: Raúl Castro (HON) |

| WK voetbal 2014 |
| --------------- |

|                                                                         |                           |       |                                                    |                                                                            |
| 14 juni WK-eindronde Groep D № 618 «onderlinge duels» 17:00 uur (UTC−3) | Uruguay                   | 1 – 3 | Costa Rica                                         | Castelão, Fortaleza Toeschouwers: 58.679 Scheidsrechter: Felix Brych (GER) |
| 14 juni WK-eindronde Groep D № 618 «onderlinge duels» 17:00 uur (UTC−3) | Edinson Cavani 24' (pen.) |       | 54' Joel Campbell 57' Óscar Duarte 84' Marco Ureña | Castelão, Fortaleza Toeschouwers: 58.679 Scheidsrechter: Felix Brych (GER) |

|                                                                         |        |                |            |                                                                                   |
| 20 juni WK-eindronde Groep D № 619 «onderlinge duels» 13:00 uur (UTC−3) | Italië | 0 – 1          | Costa Rica | Arena Pernambuco, Recife Toeschouwers: 40.285 Scheidsrechter: Enrique Osses (CHI) |
| 20 juni WK-eindronde Groep D № 619 «onderlinge duels» 13:00 uur (UTC−3) |        | 44' Bryan Ruiz |            | Arena Pernambuco, Recife Toeschouwers: 40.285 Scheidsrechter: Enrique Osses (CHI) |

|                                                                         |            |       |          |                                                                                             |
| 24 juni WK-eindronde Groep D № 620 «onderlinge duels» 13:00 uur (UTC−3) | Costa Rica | 0 – 0 | Engeland | Estádio Mineirão, Belo Horizonte Toeschouwers: 57.823 Scheidsrechter: Djamel Haimoudi (ALG) |
| 24 juni WK-eindronde Groep D № 620 «onderlinge duels» 13:00 uur (UTC−3) |            |       |          | Estádio Mineirão, Belo Horizonte Toeschouwers: 57.823 Scheidsrechter: Djamel Haimoudi (ALG) |

|                                                                                |                                                                        |       |                                                                                |                                                                                  |
| 29 juni WK-eindronde Achtste finale № 621 «onderlinge duels» 17:00 uur (UTC−3) | Costa Rica                                                             | 1 – 1 | Griekenland                                                                    | Arena Pernambuco, Recife Toeschouwers: 41.242 Scheidsrechter: Ben Williams (AUS) |
| 29 juni WK-eindronde Achtste finale № 621 «onderlinge duels» 17:00 uur (UTC−3) | Bryan Ruiz 52'                                                         |       | 90+1' Sokratis Papastathopoulos                                                | Arena Pernambuco, Recife Toeschouwers: 41.242 Scheidsrechter: Ben Williams (AUS) |
| 29 juni WK-eindronde Achtste finale № 621 «onderlinge duels» 17:00 uur (UTC−3) | Strafschoppen                                                          |       |                                                                                | Arena Pernambuco, Recife Toeschouwers: 41.242 Scheidsrechter: Ben Williams (AUS) |
| 29 juni WK-eindronde Achtste finale № 621 «onderlinge duels» 17:00 uur (UTC−3) | Celso Borges Bryan Ruiz Giancarlo González Joel Campbell Michael Umaña | 5 – 3 | Konstantinos Mitroglou Lazaros Christodoulopoulos José Holebas Theofanis Gekas | Arena Pernambuco, Recife Toeschouwers: 41.242 Scheidsrechter: Ben Williams (AUS) |

|                                                                            |                                                         |       |                                                                            |                                                                                       |
| 5 juli WK-eindronde Kwartfinale № 622 «onderlinge duels» 17:00 uur (UTC−3) | Nederland                                               | 0 – 0 | Costa Rica                                                                 | Arena Fonte Nova, Salvador Toeschouwers: 51.179 Scheidsrechter: Ravshan Irmatov (UZB) |
| 5 juli WK-eindronde Kwartfinale № 622 «onderlinge duels» 17:00 uur (UTC−3) |                                                         |       |                                                                            | Arena Fonte Nova, Salvador Toeschouwers: 51.179 Scheidsrechter: Ravshan Irmatov (UZB) |
| 5 juli WK-eindronde Kwartfinale № 622 «onderlinge duels» 17:00 uur (UTC−3) | Strafschoppen                                           |       |                                                                            | Arena Fonte Nova, Salvador Toeschouwers: 51.179 Scheidsrechter: Ravshan Irmatov (UZB) |
| 5 juli WK-eindronde Kwartfinale № 622 «onderlinge duels» 17:00 uur (UTC−3) | Robin van Persie Arjen Robben Wesley Sneijder Dirk Kuyt | 4 – 3 | Celso Borges Bryan Ruiz Giancarlo González Christian Bolaños Michael Umaña | Arena Fonte Nova, Salvador Toeschouwers: 51.179 Scheidsrechter: Ravshan Irmatov (UZB) |

|  |  |  |  |  |  |  |  |  |

|                                                            |                                                           |       |           |                                                                    |
| 3 september Kwalificatie Gold Cup № 623 «onderlinge duels» | Costa Rica                                                | 3 – 0 | Nicaragua | RFK Stadium, Washington D.C. Scheidsrechter: Oscar Velasquez (PAR) |
| 3 september Kwalificatie Gold Cup № 623 «onderlinge duels» | Celso Borges 39' (pen.) Marco Ureña 49' Johan Venegas 86' |       |           | RFK Stadium, Washington D.C. Scheidsrechter: Oscar Velasquez (PAR) |

|                                                            |                                    |       |                                  |                                                        |
| 7 september Kwalificatie Gold Cup № 624 «onderlinge duels» | Costa Rica                         | 2 – 2 | Panama                           | Cotton Bowl, Dallas Scheidsrechter: Joel Aguilar (ESA) |
| 7 september Kwalificatie Gold Cup № 624 «onderlinge duels» | Johan Venegas 81' Celso Borges 87' |       | 51' Blas Pérez 71' Roberto Nurse | Cotton Bowl, Dallas Scheidsrechter: Joel Aguilar (ESA) |

|                                                             |                        |       |                                |                                                                                         |
| 13 september Kwalificatie Gold Cup № 625 «onderlinge duels» | Guatemala              | 1 – 2 | Costa Rica                     | Los Angeles Memorial Coliseum, Los Angeles Scheidsrechter: Roberto Moreno Salazar (PAN) |
| 13 september Kwalificatie Gold Cup № 625 «onderlinge duels» | Carlos Ruíz 25' (pen.) |       | 29' Bryan Ruiz 56' Juan Bustos | Los Angeles Memorial Coliseum, Los Angeles Scheidsrechter: Roberto Moreno Salazar (PAN) |

|                                                       |                                                                 |       |                                                                   |                                                                                 |
| 10 oktober Vriendschappelijk № 626 «onderlinge duels» | Oman                                                            | 3 – 4 | Costa Rica                                                        | Sultan Qaboos Sports Complex, Masqat Scheidsrechter: Salah Abbas Alabbasi (BHR) |
| 10 oktober Vriendschappelijk № 626 «onderlinge duels» | Raed Ibrahim Saleh 27' Mohammed Al Siyabi 54' Amad Al Hosni 59' |       | 4' Álvaro Saborio 45' John Ruiz 47' Juan Bustos 50' David Ramírez | Sultan Qaboos Sports Complex, Masqat Scheidsrechter: Salah Abbas Alabbasi (BHR) |

|                                                       |                   |       |                                                    |                                                                     |
| 13 oktober Vriendschappelijk № 627 «onderlinge duels» | Zuid-Korea        | 1 – 3 | Costa Rica                                         | Seoul World Cupstadion, Seoel Scheidsrechter: Alireza Faghani (IRN) |
| 13 oktober Vriendschappelijk № 627 «onderlinge duels» | Lee Dong-gook 45' |       | 37' Celso Borges 47' Celso Borges 78' Óscar Duarte | Seoul World Cupstadion, Seoel Scheidsrechter: Alireza Faghani (IRN) |

|                                                                  |                                                     |       |                                                     |                                                                                          |
| 13 november Vriendschappelijk № 628 «onderlinge duels» 20:00 uur | Uruguay                                             | 3 – 3 | Costa Rica                                          | Estadio Centenario, Montevideo Toeschouwers: 35.000 Scheidsrechter: Germán Delfino (ARG) |
| 13 november Vriendschappelijk № 628 «onderlinge duels» 20:00 uur | Luis Suárez 50' José Giménez 64' Edinson Cavani 67' |       | 42' Álvaro Saborio 51' Bryan Ruiz 90' Johan Venegas | Estadio Centenario, Montevideo Toeschouwers: 35.000 Scheidsrechter: Germán Delfino (ARG) |

### 2015
|                                                     |            |       |          |                                                                                  |
| 26 maart Vriendschappelijk № 629 «onderlinge duels» | Costa Rica | 0 – 0 | Paraguay | Estadio Nacional, San José Toeschouwers: 31.000 Scheidsrechter: John Pitti (PAN) |
| 26 maart Vriendschappelijk № 629 «onderlinge duels» |            |       |          | Estadio Nacional, San José Toeschouwers: 31.000 Scheidsrechter: John Pitti (PAN) |

|                                                     |                                |       |                           |                                                                                                 |
| 31 maart Vriendschappelijk № 630 «onderlinge duels» | Panama                         | 2 – 1 | Costa Rica                | Estadio Rommel Fernández, Panama-Stad Toeschouwers: 18.500 Scheidsrechter: Luis Santander (MEX) |
| 31 maart Vriendschappelijk № 630 «onderlinge duels» | Blas Pérez 17' Luis Tejada 25' |       | 67' (pen.) Álvaro Saborio | Estadio Rommel Fernández, Panama-Stad Toeschouwers: 18.500 Scheidsrechter: Luis Santander (MEX) |

|                                                   |                    |       |            |                                                                            |
| 6 juni Vriendschappelijk № 631 «onderlinge duels» | Colombia           | 1 – 0 | Costa Rica | Estadio Pedro Bidegain, Buenos Aires Scheidsrechter: Carlos Amarilla (PAR) |
| 6 juni Vriendschappelijk № 631 «onderlinge duels» | Radamel Falcao 47' |       |            | Estadio Pedro Bidegain, Buenos Aires Scheidsrechter: Carlos Amarilla (PAR) |

|                                                              |                                   |       |                  |                                                                                       |
| 10 juni Vriendschappelijk № 632 «onderlinge duels» 22:00 uur | Spanje                            | 2 – 1 | Costa Rica       | Estadio Reino de León, León Toeschouwers: 13.000 Scheidsrechter: Domagoj Vučkov (CRO) |
| 10 juni Vriendschappelijk № 632 «onderlinge duels» 22:00 uur | Paco Alcácer 8' Cesc Fàbregas 30' |       | 6' Johan Venegas | Estadio Reino de León, León Toeschouwers: 13.000 Scheidsrechter: Domagoj Vučkov (CRO) |

|                                                              |                                             |       |                                          |                                                                                 |
| 27 juni Vriendschappelijk № 633 «onderlinge duels» 18:00 uur | Mexico                                      | 2 – 2 | Costa Rica                               | Citrus Bowl, Orlando Toeschouwers: 53.629 Scheidsrechter: Edvin Jurisevic (USA) |
| 27 juni Vriendschappelijk № 633 «onderlinge duels» 18:00 uur | Giovani dos Santos 53' Javier Hernández 55' |       | 4' David Ramírez 36' (e.d.) Miguel Layún | Citrus Bowl, Orlando Toeschouwers: 53.629 Scheidsrechter: Edvin Jurisevic (USA) |

| CONCACAF Gold Cup 2015 |
| ---------------------- |

|                                                                      |                |       |                    |                                                                                       |
| 11 juli CONCACAF Gold Cup Groep B № 635 «onderlinge duels» 21:00 uur | Costa Rica     | 1 – 1 | El Salvador        | BBVA Compass Stadium, Houston Toeschouwers: 22.017 Scheidsrechter: Jair Marrufo (USA) |
| 11 juli CONCACAF Gold Cup Groep B № 635 «onderlinge duels» 21:00 uur | Bryan Ruiz 16' |       | 90+2' Dustin Corea | BBVA Compass Stadium, Houston Toeschouwers: 22.017 Scheidsrechter: Jair Marrufo (USA) |

|                                                                      |        |       |            |                                                                                |
| 14 juli CONCACAF Gold Cup Groep B № 636 «onderlinge duels» 20:30 uur | Canada | 0 – 0 | Costa Rica | BMO Field, Toronto Toeschouwers: 16.674 Scheidsrechter: Héctor Rodríguez (HON) |
| 14 juli CONCACAF Gold Cup Groep B № 636 «onderlinge duels» 20:30 uur |        |       |            | BMO Field, Toronto Toeschouwers: 16.674 Scheidsrechter: Héctor Rodríguez (HON) |

|                                                                          |                               |              |            |                                                                                          |
| 19 juli CONCACAF Gold Cup Kwartfinale № 637 «onderlinge duels» 19:30 uur | Mexico                        | 1 – 0 (n.v.) | Costa Rica | MetLife Stadium, East Rutherford Toeschouwers: 74.187 Scheidsrechter: Walter López (GUA) |
| 19 juli CONCACAF Gold Cup Kwartfinale № 637 «onderlinge duels» 19:30 uur | Andrés Guardado 120+4' (pen.) |              |            | MetLife Stadium, East Rutherford Toeschouwers: 74.187 Scheidsrechter: Walter López (GUA) |

|  |  |  |  |  |  |  |  |  |

|                                                                  |            |          |          |                                                                                      |
| 5 september Vriendschappelijk № 638 «onderlinge duels» 16:00 uur | Costa Rica | 0 – 1    | Brazilië | Red Bull Arena, Harrison Toeschouwers: 19.600 Scheidsrechter: Mathieu Bourdeau (CAN) |
| 5 september Vriendschappelijk № 638 «onderlinge duels» 16:00 uur |            | 10' Hulk |          | Red Bull Arena, Harrison Toeschouwers: 19.600 Scheidsrechter: Mathieu Bourdeau (CAN) |

|                                                                  |               |       |         |                                                                                            |
| 8 september Vriendschappelijk № 639 «onderlinge duels» 20:00 uur | Costa Rica    | 1 – 0 | Uruguay | Estadio Nacional, San José Toeschouwers: 22.000 Scheidsrechter: Jorge Rojas Castillo (MEX) |
| 8 september Vriendschappelijk № 639 «onderlinge duels» 20:00 uur | Bryan Ruiz 9' |       |         | Estadio Nacional, San José Toeschouwers: 22.000 Scheidsrechter: Jorge Rojas Castillo (MEX) |

|                                                                |            |                 |             |                                                                                                  |
| 8 oktober Vriendschappelijk № 640 «onderlinge duels» 20:00 uur | Costa Rica | 0 – 1           | Zuid-Afrika | Estadio Edgardo Baltodano, Liberia Toeschouwers: 30.000 Scheidsrechter: José Peñaloza Soto (MEX) |
| 8 oktober Vriendschappelijk № 640 «onderlinge duels» 20:00 uur |            | 10' Andile Jali |             | Estadio Edgardo Baltodano, Liberia Toeschouwers: 30.000 Scheidsrechter: José Peñaloza Soto (MEX) |

|                                                                 |                  |                   |            |                                                                                 |
| 13 oktober Vriendschappelijk № 641 «onderlinge duels» 18:30 uur | Verenigde Staten | 0 – 1             | Costa Rica | Red Bull Arena, Harrison Toeschouwers: 9.214 Scheidsrechter: Walter López (GUA) |
| 13 oktober Vriendschappelijk № 641 «onderlinge duels» 18:30 uur |                  | 70' Joel Campbell |            | Red Bull Arena, Harrison Toeschouwers: 9.214 Scheidsrechter: Walter López (GUA) |

|                                                                                  |                     |       |       |                                                                                      |
| 13 november Kwalificatie WK 2018 Vierde ronde № 642 «onderlinge duels» 20:00 uur | Costa Rica          | 1 – 0 | Haïti | Estadio Nacional, San José Toeschouwers: 34.886 Scheidsrechter: Yadel Martínez (CUB) |
| 13 november Kwalificatie WK 2018 Vierde ronde № 642 «onderlinge duels» 20:00 uur | Cristian Gamboa 29' |       |       | Estadio Nacional, San José Toeschouwers: 34.886 Scheidsrechter: Yadel Martínez (CUB) |

|                                                                                  |                 |       |                                |                                                                                               |
| 17 november Kwalificatie WK 2018 Vierde ronde № 643 «onderlinge duels» 20:30 uur | Panama          | 1 – 2 | Costa Rica                     | Estadio Rommel Fernández, Panama-Stad Toeschouwers: 26.033 Scheidsrechter: Joel Aguilar (SLV) |
| 17 november Kwalificatie WK 2018 Vierde ronde № 643 «onderlinge duels» 20:30 uur | Luis Tejada 71' |       | 66' Bryan Ruiz 69' Marco Ureña | Estadio Rommel Fernández, Panama-Stad Toeschouwers: 26.033 Scheidsrechter: Joel Aguilar (SLV) |

|                                                        |                    |       |           |                                                                                           |
| 15 december Vriendschappelijk № 644 «onderlinge duels» | Costa Rica         | 1 – 0 | Nicaragua | Estadio Edgardo Baltodano, Liberia Toeschouwers: 4.000 Scheidsrechter: Jafeth Perea (PAN) |
| 15 december Vriendschappelijk № 644 «onderlinge duels» | Kendall Watson 59' |       |           | Estadio Edgardo Baltodano, Liberia Toeschouwers: 4.000 Scheidsrechter: Jafeth Perea (PAN) |

### 2016
|                                                       |                  |       |            |                                                                                      |
| 2 februari Vriendschappelijk № 645 «onderlinge duels» | Venezuela        | 1 – 0 | Costa Rica | Estadio La Carolina, Barinas Toeschouwers: 17.000 Scheidsrechter: Luis Sánchez (COL) |
| 2 februari Vriendschappelijk № 645 «onderlinge duels» | Wilker Ángel 89' |       |            | Estadio La Carolina, Barinas Toeschouwers: 17.000 Scheidsrechter: Luis Sánchez (COL) |

|                                                                               |                      |       |                   |                                                                                     |
| 25 maart Kwalificatie WK 2018 Vierde ronde № 646 «onderlinge duels» 19:00 uur | Jamaica              | 1 – 1 | Costa Rica        | Independence Park, Kingston Toeschouwers: 21.500 Scheidsrechter: Jair Marrufo (USA) |
| 25 maart Kwalificatie WK 2018 Vierde ronde № 646 «onderlinge duels» 19:00 uur | Je-Vaughn Watson 17' |       | 67' Johnny Acosta | Independence Park, Kingston Toeschouwers: 21.500 Scheidsrechter: Jair Marrufo (USA) |

|                                                                               |                                                  |       |         |                                                                                    |
| 29 maart Kwalificatie WK 2018 Vierde ronde № 647 «onderlinge duels» 20:00 uur | Costa Rica                                       | 3 – 0 | Jamaica | Estadio Nacional, San José Toeschouwers: 35.062 Scheidsrechter: Drew Fischer (CAN) |
| 29 maart Kwalificatie WK 2018 Vierde ronde № 647 «onderlinge duels» 20:00 uur | Celso Borges 7' Bryan Ruiz 38' Johan Venegas 77' |       |         | Estadio Nacional, San José Toeschouwers: 35.062 Scheidsrechter: Drew Fischer (CAN) |

|                                                             |                                         |       |                         |                                                                                        |
| 27 mei Vriendschappelijk № 648 «onderlinge duels» 20:00 uur | Costa Rica                              | 2 – 1 | Venezuela               | Estadio Nacional, San José Toeschouwers: 22.000 Scheidsrechter: Melvin Matamoros (HON) |
| 27 mei Vriendschappelijk № 648 «onderlinge duels» 20:00 uur | Cristian Gamboa 41' Ariel Rodríguez 50' |       | 30' José Salomón Rondón | Estadio Nacional, San José Toeschouwers: 22.000 Scheidsrechter: Melvin Matamoros (HON) |

| Copa América Centenario |
| ----------------------- |

|                                                        |            |       |          |                                                                                  |
| 4 juni Copa América № 649 «onderlinge duels» 17:00 uur | Costa Rica | 0 – 0 | Paraguay | Citrus Bowl, Orlando Toeschouwers: 14.334 Scheidsrechter: Patricio Loustau (ARG) |
| 4 juni Copa América № 649 «onderlinge duels» 17:00 uur |            |       |          | Citrus Bowl, Orlando Toeschouwers: 14.334 Scheidsrechter: Patricio Loustau (ARG) |

|                                                        |                                                                           |       |            |                                                                                  |
| 7 juni Copa América № 650 «onderlinge duels» 20:00 uur | Verenigde Staten                                                          | 4 – 0 | Costa Rica | Soldier Field, Chicago Toeschouwers: 39.642 Scheidsrechter: Roddy Zambrano (ECU) |
| 7 juni Copa América № 650 «onderlinge duels» 20:00 uur | Clint Dempsey 9' (pen.) Jermaine Jones 37' Bobby Wood 42' Graham Zusi 87' |       |            | Soldier Field, Chicago Toeschouwers: 39.642 Scheidsrechter: Roddy Zambrano (ECU) |

|                                                         |                                  |       |                                                          |                                                                             |
| 11 juni Copa América № 651 «onderlinge duels» 21:00 uur | Colombia                         | 2 – 3 | Costa Rica                                               | NRG Stadium, Houston Toeschouwers: 45.808 Scheidsrechter: José Argote (VEN) |
| 11 juni Copa América № 651 «onderlinge duels» 21:00 uur | Frank Fabra 7' Marlos Moreno 73' |       | 2' Johan Venegas 34' (e.d.) Frank Fabra 58' Celso Borges | NRG Stadium, Houston Toeschouwers: 45.808 Scheidsrechter: José Argote (VEN) |

|  |  |  |  |  |  |  |  |  |

|                                                                                  |       |                      |            |                                                                                           |
| 2 september Kwalificatie WK 2018 Vierde ronde № 652 «onderlinge duels» 20:00 uur | Haïti | 0 – 1                | Costa Rica | Stade Sylvio Cator, Port-au-Prince Toeschouwers: 3.200 Scheidsrechter: Marlon Mejia (ESA) |
| 2 september Kwalificatie WK 2018 Vierde ronde № 652 «onderlinge duels» 20:00 uur |       | 72' Randall Azofeifa |            | Stade Sylvio Cator, Port-au-Prince Toeschouwers: 3.200 Scheidsrechter: Marlon Mejia (ESA) |

|                                                                                  |                                                                  |       |                        |                                                                                      |
| 6 september Kwalificatie WK 2018 Vierde ronde № 653 «onderlinge duels» 19:30 uur | Costa Rica                                                       | 3 – 1 | Panama                 | Estadio Nacional, San José Toeschouwers: 34.219 Scheidsrechter: Roberto García (MEX) |
| 6 september Kwalificatie WK 2018 Vierde ronde № 653 «onderlinge duels» 19:30 uur | Christian Bolaños 19' Christian Bolaños 79' Ronald Matarrita 84' |       | 90' (pen.) Luis Tejada | Estadio Nacional, San José Toeschouwers: 34.219 Scheidsrechter: Roberto García (MEX) |

|                                                      |                                                             |       |                                                                                            |                                                                                      |
| 9 oktober Vriendschappelijk № 654 «onderlinge duels» | Rusland                                                     | 3 – 4 | Costa Rica                                                                                 | Koeban Stadion, Krasnodar Toeschouwers: 34.200 Scheidsrechter: Ravshan Irmatov (UZB) |
| 9 oktober Vriendschappelijk № 654 «onderlinge duels» | Aleksandr Samedov 21' Artjom Dzjoeba 48' Artjom Dzjoeba 61' |       | 23' Randall Azofeifa 29' Bryan Ruiz 45' (e.d.) Vasili Berezoetski 90' (pen.) Joel Campbell | Koeban Stadion, Krasnodar Toeschouwers: 34.200 Scheidsrechter: Ravshan Irmatov (UZB) |

|                                                                                  |                |                                              |            |                                                                                                 |
| 11 november Kwalificatie WK 2018 Vijfde ronde № 655 «onderlinge duels» 19:05 uur | Trinidad en T. | 0 – 2                                        | Costa Rica | Hasely Crawford Stadium, Port of Spain Toeschouwers: 13.582 Scheidsrechter: Oscar Moncada (HON) |
| 11 november Kwalificatie WK 2018 Vijfde ronde № 655 «onderlinge duels» 19:05 uur |                | 65' Christian Bolaños 90+2' Ronald Matarrita |            | Hasely Crawford Stadium, Port of Spain Toeschouwers: 13.582 Scheidsrechter: Oscar Moncada (HON) |

|                                                                                  |                                                                         |       |                  |                                                                                   |
| 15 november Kwalificatie WK 2018 Vijfde ronde № 656 «onderlinge duels» 19:00 uur | Costa Rica                                                              | 4 – 0 | Verenigde Staten | Estadio Nacional, San José Toeschouwers: 35.422 Scheidsrechter: César Ramos (MEX) |
| 15 november Kwalificatie WK 2018 Vijfde ronde № 656 «onderlinge duels» 19:00 uur | Johan Venegas 43' Johan Venegas 69' Joel Campbell 74' Joel Campbell 77' |       |                  | Estadio Nacional, San José Toeschouwers: 35.422 Scheidsrechter: César Ramos (MEX) |

### 2017
| Copa Centroamericana 2017 |
| ------------------------- |

|                                                                    |            |       |             |                                                                          |
| 13 januari Copa Centroamericana № 657 «onderlinge duels» 18:30 uur | Costa Rica | 0 – 0 | El Salvador | Estadio Rommel Fernández, Panama-Stad Scheidsrechter: Jair Marrufo (USA) |
| 13 januari Copa Centroamericana № 657 «onderlinge duels» 18:30 uur |            |       |             | Estadio Rommel Fernández, Panama-Stad Scheidsrechter: Jair Marrufo (USA) |

|                                                                    |        |                                                                     |            |                                                                          |
| 15 januari Copa Centroamericana № 658 «onderlinge duels» 13:00 uur | Belize | 0 – 3                                                               | Costa Rica | Estadio Rommel Fernández, Panama-Stad Scheidsrechter: Kimbell Ward (SKN) |
| 15 januari Copa Centroamericana № 658 «onderlinge duels» 13:00 uur |        | 25' José Guillermo Ortiz 51' Johan Venegas 65' José Guillermo Ortiz |            | Estadio Rommel Fernández, Panama-Stad Scheidsrechter: Kimbell Ward (SKN) |

|                                                                    |            |       |           |                                                                        |
| 17 januari Copa Centroamericana № 659 «onderlinge duels» 18:30 uur | Costa Rica | 0 – 0 | Nicaragua | Estadio Rommel Fernández, Panama-Stad Scheidsrechter: John Pitti (PAN) |
| 17 januari Copa Centroamericana № 659 «onderlinge duels» 18:30 uur |            |       |           | Estadio Rommel Fernández, Panama-Stad Scheidsrechter: John Pitti (PAN) |

|                                                                    |                  |       |                     |                                                                               |
| 20 januari Copa Centroamericana № 660 «onderlinge duels» 18:30 uur | Honduras         | 1 – 1 | Costa Rica          | Estadio Rommel Fernández, Panama-Stad Scheidsrechter: Fernando Guerrero (MEX) |
| 20 januari Copa Centroamericana № 660 «onderlinge duels» 18:30 uur | Erick Andino 17' |       | 59' Francisco Calvo | Estadio Rommel Fernández, Panama-Stad Scheidsrechter: Fernando Guerrero (MEX) |

|                                                                    |                    |       |            |                                                                           |
| 22 januari Copa Centroamericana № 661 «onderlinge duels» 16:00 uur | Panama             | 1 – 0 | Costa Rica | Estadio Rommel Fernández, Panama-Stad Scheidsrechter: Oscar Moncada (HON) |
| 22 januari Copa Centroamericana № 661 «onderlinge duels» 16:00 uur | Armando Cooper 67' |       |            | Estadio Rommel Fernández, Panama-Stad Scheidsrechter: Oscar Moncada (HON) |

|  |  |  |  |  |  |  |  |  |

|                                                                               |                                       |       |            |                                                                                   |
| 24 maart Kwalificatie WK 2018 Vijfde ronde № 662 «onderlinge duels» 21:00 uur | Mexico                                | 2 – 0 | Costa Rica | Aztekenstadion, Mexico-Stad Toeschouwers: 87.366 Scheidsrechter: John Pitti (PAN) |
| 24 maart Kwalificatie WK 2018 Vijfde ronde № 662 «onderlinge duels» 21:00 uur | Javier Hernández 7' Néstor Araujo 45' |       |            | Aztekenstadion, Mexico-Stad Toeschouwers: 87.366 Scheidsrechter: John Pitti (PAN) |

|                                                                               |                    |       |                    |                                                                                                   |
| 28 maart Kwalificatie WK 2018 Vijfde ronde № 663 «onderlinge duels» 15:00 uur | Honduras           | 1 – 1 | Costa Rica         | Estadio Francisco Morazán, San Pedro Sula Toeschouwers: 15.800 Scheidsrechter: Joel Aguilar (SLV) |
| 28 maart Kwalificatie WK 2018 Vijfde ronde № 663 «onderlinge duels» 15:00 uur | Anthony Lozano 34' |       | 68' Kendall Waston | Estadio Francisco Morazán, San Pedro Sula Toeschouwers: 15.800 Scheidsrechter: Joel Aguilar (SLV) |

|                                                                             |            |       |        |                                                                                    |
| 8 juni Kwalificatie WK 2018 Vijfde ronde № 664 «onderlinge duels» 20:00 uur | Costa Rica | 0 – 0 | Panama | Estadio Nacional, San José Toeschouwers: 35.040 Scheidsrechter: Jair Marrufo (USA) |
| 8 juni Kwalificatie WK 2018 Vijfde ronde № 664 «onderlinge duels» 20:00 uur |            |       |        | Estadio Nacional, San José Toeschouwers: 35.040 Scheidsrechter: Jair Marrufo (USA) |

|                                                                              |                                   |       |                    |                                                                                      |
| 13 juni Kwalificatie WK 2018 Vijfde ronde № 665 «onderlinge duels» 20:00 uur | Costa Rica                        | 2 – 1 | Trinidad en Tobago | Estadio Nacional, San José Toeschouwers: 35.040 Scheidsrechter: Yadel Martínez (CUB) |
| 13 juni Kwalificatie WK 2018 Vijfde ronde № 665 «onderlinge duels» 20:00 uur | Francisco Calvo 1' Bryan Ruiz 44' |       | 35' Kevin Molino   | Estadio Nacional, San José Toeschouwers: 35.040 Scheidsrechter: Yadel Martínez (CUB) |

| CONCACAF Gold Cup 2017 |
| ---------------------- |

|                                                                     |          |                 |            |                                                                                  |
| 7 juli CONCACAF Gold Cup Groep A № 666 «onderlinge duels» 21:00 uur | Honduras | 0 – 1           | Costa Rica | Red Bull Arena, Harrison Toeschouwers: 25.817 Scheidsrechter: Walter López (GUA) |
| 7 juli CONCACAF Gold Cup Groep A № 666 «onderlinge duels» 21:00 uur |          | 39' Marco Ureña |            | Red Bull Arena, Harrison Toeschouwers: 25.817 Scheidsrechter: Walter López (GUA) |

|                                                                      |                     |       |                     |                                                                                      |
| 11 juli CONCACAF Gold Cup Groep A № 667 «onderlinge duels» 19:30 uur | Costa Rica          | 1 – 1 | Canada              | BBVA Compass Stadium, Houston Toeschouwers: 12.019 Scheidsrechter: Mark Geiger (USA) |
| 11 juli CONCACAF Gold Cup Groep A № 667 «onderlinge duels» 19:30 uur | Francisco Calvo 42' |       | 26' Alphonso Davies | BBVA Compass Stadium, Houston Toeschouwers: 12.019 Scheidsrechter: Mark Geiger (USA) |

|                                                   |                                                         |       |              |                                                                               |
| 14 juli CONCACAF Gold Cup Groep A № 668 19:30 uur | Costa Rica                                              | 3 – 0 | Frans-Guyana | Toyota Stadium, Frisco Toeschouwers: 10.098 Scheidsrechter: César Ramos (MEX) |
| 14 juli CONCACAF Gold Cup Groep A № 668 19:30 uur | Ariel Rodríguez 4' Rodney Wallace 79' David Ramírez 83' |       |              | Toyota Stadium, Frisco Toeschouwers: 10.098 Scheidsrechter: César Ramos (MEX) |

|                                                                          |                         |       |        |                                                                                                |
| 19 juli CONCACAF Gold Cup Kwartfinale № 669 «onderlinge duels» 18:00 uur | Costa Rica              | 1 – 0 | Panama | Lincoln Financial Field, Philadelphia Toeschouwers: 31.615 Scheidsrechter: Óscar Moncada (HON) |
| 19 juli CONCACAF Gold Cup Kwartfinale № 669 «onderlinge duels» 18:00 uur | Aníbal Godoy 77' (e.d.) |       |        | Lincoln Financial Field, Philadelphia Toeschouwers: 31.615 Scheidsrechter: Óscar Moncada (HON) |

|                                                                           |            |                                     |                  |                                                                              |
| 22 juli CONCACAF Gold Cup Halve finale № 670 «onderlinge duels» 22:00 uur | Costa Rica | 0 – 2                               | Verenigde Staten | AT&T Stadium, Dallas Toeschouwers: 45.516 Scheidsrechter: Joel Aguilar (SLV) |
| 22 juli CONCACAF Gold Cup Halve finale № 670 «onderlinge duels» 22:00 uur |            | 72' Jozy Altidore 82' Clint Dempsey |                  | AT&T Stadium, Dallas Toeschouwers: 45.516 Scheidsrechter: Joel Aguilar (SLV) |

|  |  |  |  |  |  |  |  |  |

|                                                                                  |                  |                                 |            |                                                                                |
| 1 september Kwalificatie WK 2018 Vijfde ronde № 671 «onderlinge duels» 18:55 uur | Verenigde Staten | 0 – 2                           | Costa Rica | Red Bull Arena, Harrison Toeschouwers: 26.516 Scheidsrechter: John Pitti (PAN) |
| 1 september Kwalificatie WK 2018 Vijfde ronde № 671 «onderlinge duels» 18:55 uur |                  | 30' Marco Ureña 82' Marco Ureña |            | Red Bull Arena, Harrison Toeschouwers: 26.516 Scheidsrechter: John Pitti (PAN) |

|                                                                                  |                 |       |                            |                                                                                   |
| 5 september Kwalificatie WK 2018 Vijfde ronde № 672 «onderlinge duels» 20:00 uur | Costa Rica      | 1 – 1 | Mexico                     | Estadio Nacional, San José Toeschouwers: 33.000 Scheidsrechter: Mark Geiger (USA) |
| 5 september Kwalificatie WK 2018 Vijfde ronde № 672 «onderlinge duels» 20:00 uur | Marco Ureña 83' |       | 42' (e.d.) Cristian Gamboa | Estadio Nacional, San José Toeschouwers: 33.000 Scheidsrechter: Mark Geiger (USA) |

|                                                                                |                      |       |                     |                                                                                   |
| 7 oktober Kwalificatie WK 2018 Vijfde ronde № 673 «onderlinge duels» 16:00 uur | Costa Rica           | 1 – 1 | Honduras            | Estadio Nacional, San José Toeschouwers: 30.000 Scheidsrechter: César Ramos (MEX) |
| 7 oktober Kwalificatie WK 2018 Vijfde ronde № 673 «onderlinge duels» 16:00 uur | Kendall Waston 90+5' |       | 66' Eddie Hernández | Estadio Nacional, San José Toeschouwers: 30.000 Scheidsrechter: César Ramos (MEX) |

|                                                                                 |                                 |       |                   |                                                                                               |
| 10 oktober Kwalificatie WK 2018 Vijfde ronde № 674 «onderlinge duels» 21:00 uur | Panama                          | 2 – 1 | Costa Rica        | Estadio Rommel Fernández, Panama-Stad Toeschouwers: 26.503 Scheidsrechter: Walter López (GUA) |
| 10 oktober Kwalificatie WK 2018 Vijfde ronde № 674 «onderlinge duels» 21:00 uur | Blas Pérez 55' Román Torres 88' |       | 36' Johan Venegas | Estadio Rommel Fernández, Panama-Stad Toeschouwers: 26.503 Scheidsrechter: Walter López (GUA) |

|                                                                  |                                                                                    |       |            |                                                                                                |
| 11 november Vriendschappelijk № 675 «onderlinge duels» 21:30 uur | Spanje                                                                             | 5 – 0 | Costa Rica | Estadio La Rosaleda, Málaga Toeschouwers: 29.300 Scheidsrechter: Anastasios Sidiropoulos (GRE) |
| 11 november Vriendschappelijk № 675 «onderlinge duels» 21:30 uur | Jordi Alba 6' Álvaro Morata 23' David Silva 51' David Silva 55' Andrés Iniesta 73' |       |            | Estadio La Rosaleda, Málaga Toeschouwers: 29.300 Scheidsrechter: Anastasios Sidiropoulos (GRE) |

|                                                                  |                      |       |            |                                                                                      |
| 14 november Vriendschappelijk № 676 «onderlinge duels» 20:15 uur | Hongarije            | 1 – 0 | Costa Rica | Groupama Arena, Boedapest Toeschouwers: 9.860 Scheidsrechter: Alexander Harkam (AUT) |
| 14 november Vriendschappelijk № 676 «onderlinge duels» 20:15 uur | Nemanja Nikolics 37' |       |            | Groupama Arena, Boedapest Toeschouwers: 9.860 Scheidsrechter: Alexander Harkam (AUT) |

### 2018
|                                                               |           |                 |            |                                                                                 |
| 23 maart Vriendschappelijk № 677 «onderlinge duels» 20:45 uur | Schotland | 0 – 1           | Costa Rica | Hampden Park, Glasgow Toeschouwers: 20.488 Scheidsrechter: Tobias Stieler (GER) |
| 23 maart Vriendschappelijk № 677 «onderlinge duels» 20:45 uur |           | 14' Marco Ureña |            | Hampden Park, Glasgow Toeschouwers: 20.488 Scheidsrechter: Tobias Stieler (GER) |

|                                                               |                  |       |            |                                                                                 |
| 27 maart Vriendschappelijk № 678 «onderlinge duels» 21:00 uur | Tunesië          | 1 – 0 | Costa Rica | Allianz Riviera, Nice Toeschouwers: 7.000 Scheidsrechter: Frank Schneider (FRA) |
| 27 maart Vriendschappelijk № 678 «onderlinge duels» 21:00 uur | Wahbi Khazri 36' |       |            | Allianz Riviera, Nice Toeschouwers: 7.000 Scheidsrechter: Frank Schneider (FRA) |

|                                                             |                                                         |       |               |                                                                                         |
| 3 juni Vriendschappelijk № 679 «onderlinge duels» 20:00 uur | Costa Rica                                              | 3 – 0 | Noord-Ierland | Estadio Nacional, San José Toeschouwers: 35.100 Scheidsrechter: Fernando Guerrero (MEX) |
| 3 juni Vriendschappelijk № 679 «onderlinge duels» 20:00 uur | Johan Venegas 30' Joel Campbell 46' Francisco Calvo 66' |       |               | Estadio Nacional, San José Toeschouwers: 35.100 Scheidsrechter: Fernando Guerrero (MEX) |

|                                                             |                                       |       |            |                                                                               |
| 7 juni Vriendschappelijk № 680 «onderlinge duels» 20:00 uur | Engeland                              | 2 – 0 | Costa Rica | Elland Road, Leeds Toeschouwers: 36.104 Scheidsrechter: Hiroyuki Kimura (JPN) |
| 7 juni Vriendschappelijk № 680 «onderlinge duels» 20:00 uur | Marcus Rashford 13' Danny Welbeck 76' |       |            | Elland Road, Leeds Toeschouwers: 36.104 Scheidsrechter: Hiroyuki Kimura (JPN) |

|                                                              |                                                                           |       |                |                                                                                            |
| 10 juni Vriendschappelijk № 681 «onderlinge duels» 20:45 uur | België                                                                    | 4 – 1 | Costa Rica     | Koning Boudewijnstadion, Brussel Toeschouwers: 30.000 Scheidsrechter: Ovidiu Haţegan (ROM) |
| 10 juni Vriendschappelijk № 681 «onderlinge duels» 20:45 uur | Dries Mertens 31' Romelu Lukaku 42' Romelu Lukaku 50' Michy Batshuayi 64' |       | 24' Bryan Ruiz | Koning Boudewijnstadion, Brussel Toeschouwers: 30.000 Scheidsrechter: Ovidiu Haţegan (ROM) |

|                                                                  |                                   |       |            |                                                                           |
| 7 september Vriendschappelijk № 685 «onderlinge duels» 20:00 uur | Zuid-Korea                        | 2 – 0 | Costa Rica | Goyang Stadium, Goyang Toeschouwers: 36,127 Scheidsrechter: Ma Ning (CHN) |
| 7 september Vriendschappelijk № 685 «onderlinge duels» 20:00 uur | Lee Jae-sung 35', Nam Tae-hee 78' |       |            | Goyang Stadium, Goyang Toeschouwers: 36,127 Scheidsrechter: Ma Ning (CHN) |

|                                                                   |                                                    |       |            |                                                                                            |
| 11 september Vriendschappelijk № 686 «onderlinge duels» 19:20 uur | Japan                                              | 3 – 0 | Costa Rica | Gemeentelijk stadion Suita, Suita Toeschouwers: 33,981 Scheidsrechter: Muhammad Taqi (SGP) |
| 11 september Vriendschappelijk № 686 «onderlinge duels» 19:20 uur | Sho Sasaki 16' Takumi Minamino 66' Junya Ito 90+3' |       |            | Gemeentelijk stadion Suita, Suita Toeschouwers: 33,981 Scheidsrechter: Muhammad Taqi (SGP) |

|                                                                 |                                                     |       |                                  | |
| 11 oktober Vriendschappelijk № 687 «onderlinge duels» 20:30 uur | Mexico                                              | 3 – 2 | Costa Rica                       | Estadio Universitario, San Nicolás de los Garza Toeschouwers: 35,827 Scheidsrechter: Oscar Moncada (HON) |
| 11 oktober Vriendschappelijk № 687 «onderlinge duels» 20:30 uur | Victor Guzman 33' Henry Martin 56' Raúl Jiménez 61' |       | Joel Campbell 29' Bryan Ruiz 44' | Estadio Universitario, San Nicolás de los Garza Toeschouwers: 35,827 Scheidsrechter: Oscar Moncada (HON) |

|                                                                 |                    |       |                                            |                                                                                   |
| 16 oktober Vriendschappelijk № 688 «onderlinge duels» 20:00 uur | Costa Rica         | 1 – 3 | Colombia                                   | Red Bull Arena, Harrison Toeschouwers: 20.000 Scheidsrechter: Ismail Elfath (USA) |
| 16 oktober Vriendschappelijk № 688 «onderlinge duels» 20:00 uur | Kendall Waston 44' |       | Carlos Bacca 30' Juan Hernández 72', 90+2' | Red Bull Arena, Harrison Toeschouwers: 20.000 Scheidsrechter: Ismail Elfath (USA) |

|                                                                  |                                        |       |                                              |                                                                                        |
| 16 november Vriendschappelijk № 689 «onderlinge duels» 21:15 uur | Chili                                  | 2 – 3 | Costa Rica                                   | Estadio El Teniente, Rancagua Toeschouwers: 9.000 Scheidsrechter: Germán Delfino (ARG) |
| 16 november Vriendschappelijk № 689 «onderlinge duels» 21:15 uur | Sebastián Vegas 70' Alexis Sánchez 90' |       | Kendall Waston 36', 59' Rónald Matarrita 64' | Estadio El Teniente, Rancagua Toeschouwers: 9.000 Scheidsrechter: Germán Delfino (ARG) |

| WK 2018 |
| ------- |

|                                                                |            |                        |        |                                                                                 |
| 17 juni WK 2018 Groep E № 682 «onderlinge duels» 14:00 (UTC+3) | Costa Rica | 0 – 1                  | Servië | Cosmos Arena, Samara Toeschouwers: 41.432 Scheidsrechter: Malang Diedhiou (SEN) |
| 17 juni WK 2018 Groep E № 682 «onderlinge duels» 14:00 (UTC+3) |            | 56' Aleksandar Kolarov |        | Cosmos Arena, Samara Toeschouwers: 41.432 Scheidsrechter: Malang Diedhiou (SEN) |

|                                                                |                                      |       |            |                                                                                               |
| 22 juni WK 2018 Groep E № 683 «onderlinge duels» 16:00 (UTC+3) | Brazilië                             | 2 – 0 | Costa Rica | Nieuwe Zenitstadion, Sint-Petersburg Toeschouwers: 64.468 Scheidsrechter: Björn Kuipers (NED) |
| 22 juni WK 2018 Groep E № 683 «onderlinge duels» 16:00 (UTC+3) | Philippe Coutinho 90+1' Neymar 90+7' |       |            | Nieuwe Zenitstadion, Sint-Petersburg Toeschouwers: 64.468 Scheidsrechter: Björn Kuipers (NED) |

|                                                                |                                     |       |                                             |                                                                                           |
| 27 juni WK 2018 Groep E № 684 «onderlinge duels» 20:00 (UTC+3) | Zwitserland                         | 2 – 2 | Costa Rica                                  | Strelkastadion, Nizjni Novgorod Toeschouwers: 43.319 Scheidsrechter: Clément Turpin (FRA) |
| 27 juni WK 2018 Groep E № 684 «onderlinge duels» 20:00 (UTC+3) | Blerim Džemaili 31' Josip Drmić 88' |       | 56' Kendall Waston 90+3' (e.d.) Yann Sommer | Strelkastadion, Nizjni Novgorod Toeschouwers: 43.319 Scheidsrechter: Clément Turpin (FRA) |

|  |  |  |  |  |  |  |  |  |

### 2019
|                                                                 |                                        |       |            |                                                                                       |
| 2 februari Vriendschappelijk № 691 «onderlinge duels» 15:30 uur | Verenigde Staten                       | 2 – 0 | Costa Rica | Avaya Stadium, San Jose Toeschouwers: 13,656 Scheidsrechter: Fernando Hernandez (MEX) |
| 2 februari Vriendschappelijk № 691 «onderlinge duels» 15:30 uur | Sebastian Lletget 80' Paul Arriola 88' |       |            | Avaya Stadium, San Jose Toeschouwers: 13,656 Scheidsrechter: Fernando Hernandez (MEX) |

|                                                               |                      |       |            | |
| 22 maart Vriendschappelijk № 692 «onderlinge duels» 19:00 uur | Guatemala            | 1 – 0 | Costa Rica | Estadio Nacional Doroteo Guamuch Flores, Guatemala-Stad Toeschouwers: 14,215 Scheidsrechter: Jaime Herrera (ESA) |
| 22 maart Vriendschappelijk № 692 «onderlinge duels» 19:00 uur | Stefano Cincotta 31' |       |            | Estadio Nacional Doroteo Guamuch Flores, Guatemala-Stad Toeschouwers: 14,215 Scheidsrechter: Jaime Herrera (ESA) |

|                                                               |                    |       |         |                                                                                     |
| 27 maart Vriendschappelijk № 693 «onderlinge duels» 20:00 uur | Costa Rica         | 1 – 0 | Jamaica | Estadio Nacional, San Jose Toeschouwers: 10,000 Scheidsrechter: Oscar Vergara (PAN) |
| 27 maart Vriendschappelijk № 693 «onderlinge duels» 20:00 uur | Keysher Fuller 28' |       |         | Estadio Nacional, San Jose Toeschouwers: 10,000 Scheidsrechter: Oscar Vergara (PAN) |

|                                                         |                     |       |            |                                                                  |
| 5 juni Vriendschappelijk № «onderlinge duels» 20:00 uur | Peru                | 1 – 0 | Costa Rica | Estadio Monumental "U", Lima Scheidsrechter: Dario Herrera (ARG) |
| 5 juni Vriendschappelijk № «onderlinge duels» 20:00 uur | Christian Cueva 53' |       |            | Estadio Monumental "U", Lima Scheidsrechter: Dario Herrera (ARG) |

| CONCACAF Gold Cup 2019 |
| ---------------------- |

|                                                                  |                                                                     |       |           |                                                                                                 |
| 16 juni Gold Cup 2019 Groep B № 695 «onderlinge duels» 18:30 uur | Costa Rica                                                          | 4 – 0 | Nicaragua | Estadio Nacional de Costa Rica, San José Toeschouwers: 19.140 Scheidsrechter: Marco Ortiz (MEX) |
| 16 juni Gold Cup 2019 Groep B № 695 «onderlinge duels» 18:30 uur | Bryan Oviedo 7' Celso Borges 19' Elias Aguilar 45+1' Allan Cruz 75' |       |           | Estadio Nacional de Costa Rica, San José Toeschouwers: 19.140 Scheidsrechter: Marco Ortiz (MEX) |

|                                                                  |                                     |       |                 |                                                                                       |
| 20 juni Gold Cup 2019 Groep B № 696 «onderlinge duels» 20:30 uur | Costa Rica                          | 2 – 1 | Bermuda         | Toyota Stadium, Frisco Toeschouwers: 20.500 Scheidsrechter: Yadel Martínez Pupo (CUB) |
| 20 juni Gold Cup 2019 Groep B № 696 «onderlinge duels» 20:30 uur | Mayron George 30' Elías Aguilar 54' |       | Nahki Wells 59' | Toyota Stadium, Frisco Toeschouwers: 20.500 Scheidsrechter: Yadel Martínez Pupo (CUB) |

|                                                                  |                                    |       |                  |                                                                                   |
| 24 juni Gold Cup 2019 Groep B № 697 «onderlinge duels» 21:00 uur | Haïti                              | 2 − 1 | Costa Rica       | Red Bull Arena, Harrison Toeschouwers: 20.044 Scheidsrechter: Ismail Elfath (USA) |
| 24 juni Gold Cup 2019 Groep B № 697 «onderlinge duels» 21:00 uur | Duckens Nazon 57' Dimji Alexis 81' |       | Dimji Alexis 13' | Red Bull Arena, Harrison Toeschouwers: 20.044 Scheidsrechter: Ismail Elfath (USA) |

|                                                                      |                                                                                       |       |                                                                                     |                                                                            |
| 29 juni Gold Cup 2019 Kwartfinale № 698 «onderlinge duels» 21:00 uur | Mexico                                                                                | 1 – 1 | Costa Rica                                                                          | NRG Stadium, Houston Toeschouwers: 70.788 Scheidsrechter: John Pitti (PAN) |
| 29 juni Gold Cup 2019 Kwartfinale № 698 «onderlinge duels» 21:00 uur | Raúl Jiménez 44'                                                                      |       | Bryan Ruiz 52'                                                                      | NRG Stadium, Houston Toeschouwers: 70.788 Scheidsrechter: John Pitti (PAN) |
| 29 juni Gold Cup 2019 Kwartfinale № 698 «onderlinge duels» 21:00 uur | Strafschoppen                                                                         |       |                                                                                     | NRG Stadium, Houston Toeschouwers: 70.788 Scheidsrechter: John Pitti (PAN) |
| 29 juni Gold Cup 2019 Kwartfinale № 698 «onderlinge duels» 21:00 uur | Raúl Jiménez Luis Montes Roberto Alvarado Jesús Gallardo Héctor Moreno Carlos Salcedo | 5 – 4 | Celso Borges Elias Aguilar Randall Leal Óscar Duarte Francisco Calvo Keysher Fuller | NRG Stadium, Houston Toeschouwers: 70.788 Scheidsrechter: John Pitti (PAN) |

|                                                                  |                  |       |                                                   |                                                                   |
| 6 september Vriendschappelijk № 699 «onderlinge duels» 20:00 uur | Costa Rica       | 1 – 2 | Uruguay                                           | Estadio Nacional, San José Scheidsrechter: Daneon Parchment (JAM) |
| 6 september Vriendschappelijk № 699 «onderlinge duels» 20:00 uur | Celso Borges 48' |       | Giorgian De Arrascaeta 42' Jonathan Rodríguez 90' | Estadio Nacional, San José Scheidsrechter: Daneon Parchment (JAM) |

|                                                           |                      |       |                          |                                                                   |
| 10 oktober CNL 2019/20 № 700 «onderlinge duels» 21:00 uur | Haïti                | 1 – 1 | Costa Rica               | Thomas Robinsonstadion, Nassau Scheidsrechter: Drew Fischer (CAN) |
| 10 oktober CNL 2019/20 № 700 «onderlinge duels» 21:00 uur | Frantzdy Pierrot 82' |       | José Guillermo Ortiz 53' | Thomas Robinsonstadion, Nassau Scheidsrechter: Drew Fischer (CAN) |

|                                                           |            |       |         |                                                                                  |
| 13 oktober CNL 2019/20 № 701 «onderlinge duels» 20:00 uur | Costa Rica | 0 – 0 | Curaçao | Estadio Alejandro Morera Soto, Alajuela Scheidsrechter: Armando Villarreal (USA) |
| 13 oktober CNL 2019/20 № 701 «onderlinge duels» 20:00 uur |            |       |         | Estadio Alejandro Morera Soto, Alajuela Scheidsrechter: Armando Villarreal (USA) |

|                                                        |                     |       |                   |                                                                          |
| 17 november CNL 2019/20 № 703 «onderlinge duels» 20:00 | Costa Rica          | 1 – 1 | Haïti             | Estadio Ricardo Saprissa, San José Scheidsrechter: Hector Martinéz (HON) |
| 17 november CNL 2019/20 № 703 «onderlinge duels» 20:00 | Francisco Calvo 27' |       | Duckens Nazon 38' | Estadio Ricardo Saprissa, San José Scheidsrechter: Hector Martinéz (HON) |

FEDEFUTBOL · A-internationals · Selecties · Bondscoaches · Costa Ricaans vrouwenelftal · Costa Rica U21 · Costa Rica U20 · Costa Rica U19 · Costa Rica U18 · Costa Rica U17
1920 – 1949 ·
1950 – 1969 ·
1970 – 1979 ·
1980 – 1989 ·
1990 – 1999 ·
2000 – 2009 ·
2010 – 2019 ·
2020 − 2029
Copa América 1997 · 
Copa América 2001 · 
Copa América 2004 · 
Copa América 2011 · 
Copa América 2016
WK 1990 · 
WK 2002 · 
WK 2006 · 
WK 2014 · 
WK 2018
OS 1980 · 
OS 1984 · 
OS 2004
1921 · 
1922–1929 · 
1930 · 
1931–1934 · 
1935 · 
1936–1937 · 
1938 · 
1939 · 
1940 · 
1941 · 
1942 · 
1943 · 
1944–1945 · 
1946 · 
1947 · 
1948 · 
1949 · 
1950 · 
1951 · 
1952 · 
1953 · 
1954 · 
1955 · 
1956 · 
1957 · 
1958 · 
1959 · 
1960 · 
1961 · 
1962 · 
1963 · 
1964 · 
1965 · 
1966 · 
1967 · 
1968 · 
1969 · 
1970 · 
1971 · 
1972 · 
1973 · 
1974–1975 · 
1976 · 
1977–1978 · 
1979 · 
1980 · 
1981–1982 · 
1983 · 
1984 · 
1985 · 
1986 · 
1987 · 
1988 · 
1989 · 
1990 · 
1991 · 
1992 · 
1993 · 
1994 · 
1995 · 
1996 · 
1997 · 
1998 · 
1999 · 
2000 · 
2001 · 
2002 · 
2003 · 
2004 · 
2005 · 
2006 · 
2007 · 
2008 · 
2009 · 
2010 · 
2011 · 
2012 · 
2013 · 
2014 · 
2015 · 
2016 · 
2017 ·
2018 ·
2019 ·
2020 ·
2021 ·
2022 ·
2023 ·
2024
Argentinië ·
Aruba ·
Australië ·
Barbados ·
België ·
Belize ·
Bermuda ·
Bolivia ·
Bosnië en Herzegovina ·
Brazilië ·
Canada ·
Chili ·
China ·
Colombia ·
Cuba ·
Curaçao ·
Dominicaanse Republiek ·
Duitsland ·
Ecuador ·
El Salvador ·
Engeland ·
Finland ·
Frankrijk ·
Grenada ·
Griekenland ·
Guatemala ·
Guyana ·
Haïti ·
Honduras ·
Hongarije ·
Ierland ·
Iran ·
Italië ·
Jamaica ·
Japan ·
Joegoslavië ·
Kameroen ·
Marokko ·
Mexico ·
Nederland ·
Nederlandse Antillen ·
Nicaragua ·
Nieuw-Zeeland ·
Nigeria ·
Noord-Ierland ·
Noorwegen ·
Oekraïne ·
Oezbekistan ·
Oman ·
Oostenrijk ·
Panama ·
Paraguay ·
Peru ·
Polen ·
Puerto Rico ·
Qatar ·
Rusland ·
Saint Kitts en Nevis ·
Saint Vincent en de Grenadines ·
Saoedi-Arabië ·
Schotland ·
Servië ·
Slowakije ·
Sovjet-Unie ·
Spanje ·
Suriname ·
Trinidad en Tobago ·
Tsjechië ·
Tsjecho-Slowakije ·
Tunesië ·
Turkije ·
Uruguay ·
Venezuela ·
Verenigde Arabische Emiraten ·
Verenigde Staten ·
Wales ·
Zuid-Afrika ·
Zuid-Korea ·
Zweden ·
Zwitserland
Brazilië (2018) ·
China (2002) · 
Duitsland (2006) · 
Ecuador (2006) · 
Engeland (2014) · 
Griekenland (2014) · 
Italië (2014) ·
Nederland (2014) · 
Polen (2006) · 
Servië (2018) ·
Spanje (2022) ·
Turkije (2002) · 
Uruguay (2014) ·
Zwitserland (2018)
AFC-zone: Afghanistan · Australië · Bahrein · Bangladesh · Bhutan · Brunei · Cambodja · China · Chinees Taipei · Filipijnen · Guam · Hongkong · India · Indonesië · Iran · Irak · Japan · Jemen · Jordanië · Koeweit · Kirgizië · Laos · Libanon · Macau · Maleisië · Maldiven · Mongolië · Myanmar · Nepal · Noord-Korea · Oezbekistan · Oman · Oost-Timor · Pakistan · Palestina · Qatar · Saoedi-Arabië · Singapore · Sri Lanka · Syrië · Tadjikistan · Thailand · Turkmenistan · Verenigde Arabische Emiraten · Vietnam · Zuid-Korea

CAF-zone: Algerije · Angola · Benin · Botswana · Burkina Faso · Burundi · Centraal-Afrikaanse Republiek · Comoren · Congo-Brazzaville · Congo-Kinshasa · Djibouti · Egypte · Equatoriaal-Guinea · Eritrea · Ethiopië · Gabon · Gambia · Ghana · Guinee · Guinee-Bissau · Ivoorkust · Kaapverdië · Kameroen · Kenia · Lesotho · Liberia · Libië · Madagaskar · Malawi · Mali · Mauritanië · Mauritius · Marokko · Mozambique · Namibië · Niger · Nigeria · Oeganda · Rwanda · Sao Tomé en Principe · Senegal · Seychellen · Sierra Leone · Soedan · Somalië · Swaziland · Tanzania · Togo · Tsjaad · Tunesië · Zambia · Zimbabwe · Zuid-Afrika · Zuid-Soedan 

CONCACAF-zone: Amerikaanse Maagdeneilanden · Anguilla · Antigua en Barbuda · Aruba · Bahama's · Barbados · Belize · Bermuda · Britse Maagdeneilanden · Canada · Kaaimaneilanden · Costa Rica · Cuba · Curaçao · Dominica · Dominicaanse Republiek · El Salvador · Frans Guyana · Grenada · Guadeloupe · Guatemala · Guyana · Haïti · Honduras · Jamaica · Martinique · Mexico · Montserrat · 
Nicaragua · Panama · Puerto Rico · Saint Kitts en Nevis · Saint Lucia · Saint Vincent en de Grenadines · Sint Maarten · Suriname · Trinidad en Tobago · Turks- en Caicoseilanden · Verenigde Staten

CONMEBOL-zone: Argentinië · Bolivia · Brazilië · Chili · Colombia · Ecuador · Paraguay · Peru · Uruguay · Venezuela

OFC-zone: Amerikaans-Samoa · Cookeilanden · Fiji · Nieuw-Caledonië · Nieuw-Zeeland · Papoea-Nieuw-Guinea · Samoa · Salomoneilanden · Tahiti · Tonga · Vanuatu

UEFA-zone: Albanië · Andorra · Armenië · Azerbeidzjan · België · Bosnië en Herzegovina · Bulgarije · Cyprus · Denemarken · Duitsland · Engeland · Estland · Faeröer · Finland · Frankrijk · Georgië · Gibraltar · Griekenland · Hongarije · IJsland · Ierland · Israël · Italië · Kazachstan · Kosovo · Kroatië · Letland · Liechtenstein · Litouwen · Luxemburg · Macedonië · Malta · Moldavië · Montenegro · Nederland · Noord-Ierland · Noorwegen · Oekraïne · Oostenrijk · Polen · Portugal · Roemenië · Rusland · San Marino · Schotland · Servië · Slovenië · Slowakije · Spanje · Tsjechië · Turkije · Wales · Wit-Rusland · Zweden · Zwitserland